# Geschichte des Kosovo

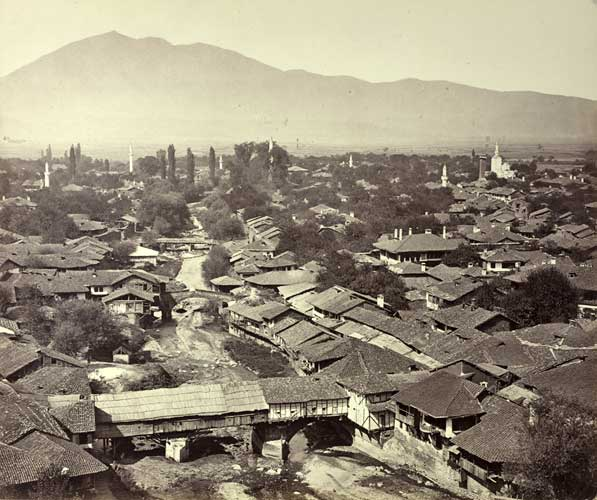
Prizren zur Zeit der Osmanen. Die Handelsstadt war damals eine der wichtigsten Stationen an der Route zwischen Ost und West (Franz Nopcsa, Fotografie von 1863).

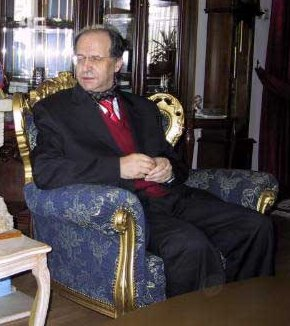
Der ehemalige Staatspräsident des Kosovo, Ibrahim Rugova (1944–2006), war weltweit für seinen gewaltfreien Kampf um eine Unabhängigkeit seines Landes bekannt.

Animierte simplifizierte Gebietsveränderungen auf der Balkanhalbinsel von 1800 bis 2008.
Beschriftung in Englisch

Die Geschichte des Kosovo umfasst die Entwicklungen auf dem Gebiet der Republik Kosovo von der Urgeschichte bis zur Gegenwart. Sie wurde dabei über die meiste Zeit von den Großmächten der Region beeinflusst und bestimmt. Wichtige Handelswege zwischen Okzident und Orient verliefen durch die balkanische Region und machten sie aber auch mehrere Male zum Schauplatz der Konfrontation derselbigen.
Die jüngere Geschichte ist durch den ethnisch-nationalen Konflikt der hauptsächlich albanisch bevölkerten serbischen Provinz innerhalb der Bundesrepublik Jugoslawien und insbesondere innerhalb der Republik Serbien geprägt. Nach der Militärintervention der NATO im Kosovokrieg, dem erzwungenen Rückzug der jugoslawischen Sicherheitskräfte aus der Provinz und der Auflösung Jugoslawiens erklärte sich die Provinz am 17. Februar 2008 zur von Serbien unabhängigen Republik Kosovo und durchläuft seitdem eine Aufbauphase des Staatssystems sowie eine Integrierung in die Strukturen der Europäischen Union und der NATO.

## Vorgeschichte

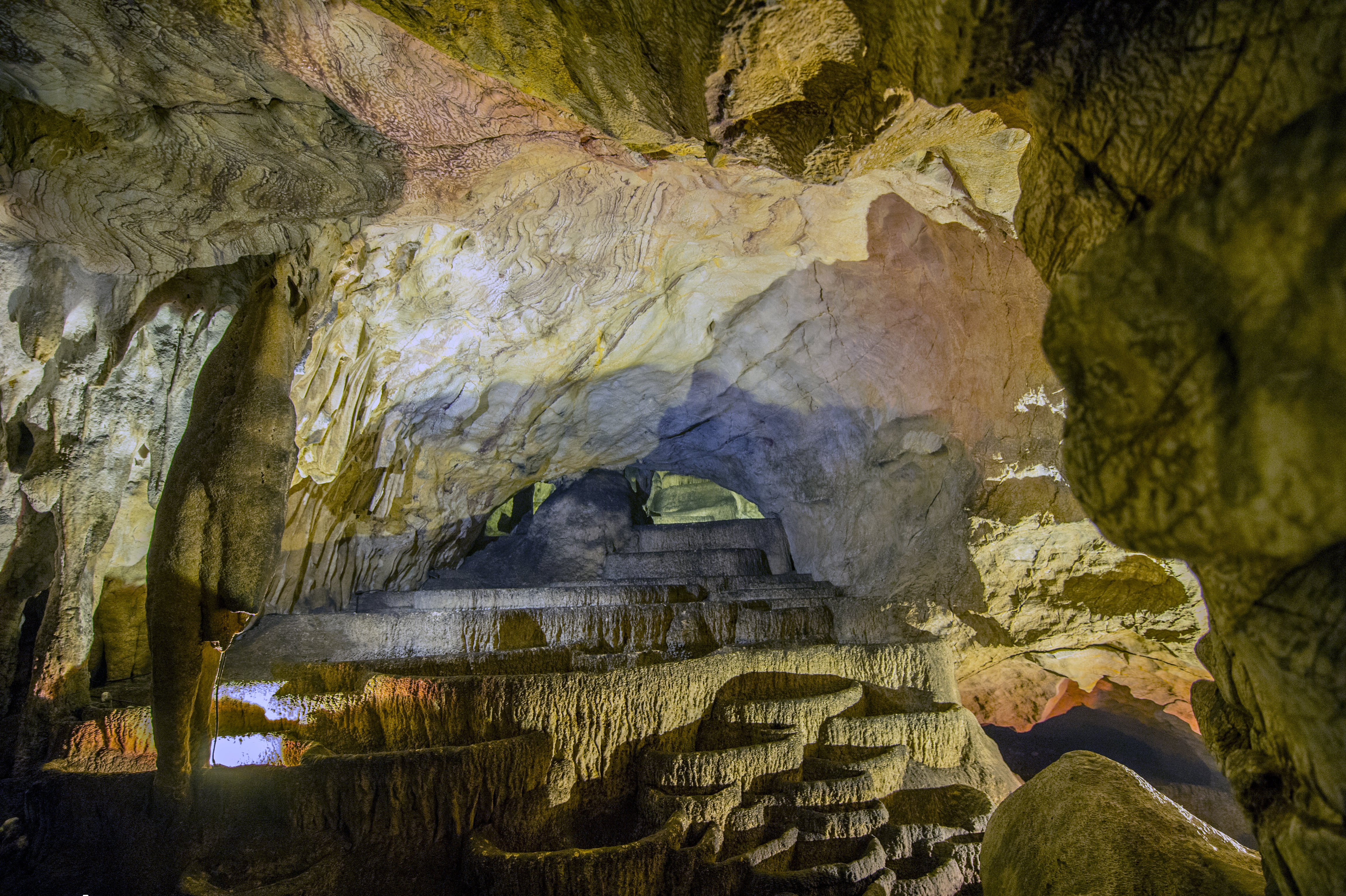
Die Radavc-Höhle. Dort wurden paläolithische Spuren ebenso vermutet, wie in der Grnčar-Höhle und an weiteren Stellen. Bisher fanden jedoch keine Grabungen statt.

Bis 2012 waren im Kosovo rund 400 zumindest temporär schutzwürdige archäologische Stätten registriert. Zu den ältesten Fundstätten dürfte die Radavc-Höhle zählen, nahe der Quelle des Drini i Bardhë gelegen. Altsteinzeitliche Überreste ließen sich jedoch nicht erweisen.
Das Gebiet des heutigen Kosovo war spätestens im 6. Jahrtausend v. Chr. von Menschen besiedelt, die einer bäuerlichen Kultur angehörten, wahrscheinlich schon Mitte des 7. Jahrtausends. Diese Neolithiker siedelten in der von Archäologen so genannten Vinča-Kulturregion, die von der typisch west-balkanischen, schwarzen und weißen Töpferei gekennzeichnet war. Die Vinča-Kultur wird auch als eine der „Kulturprovinzen“ innerhalb des Interaktionsraumes Alteuropa aufgefasst, zu dessen Kerngebiet der Kosovo mit den angrenzenden Gebieten Südosteuropas gehört.
Für Alteuropa, dessen Status als älteste Hochkultur Europas derzeit diskutiert wird, ist die sogenannte Donauschrift als möglicherweise älteste Schriftkultur nachgewiesen, deren Zentrum wiederum in Serbien, Kosovo (mit Fafos, Pristina, Predionica, Rudnik und Valač) und Rumänien lag.
Die Kultur des Mittel- und Spätneolithikums ist die Vinča-Kultur, während das Frühneolithikum in der Form des Starčevo-Kultur in Erscheinung tritt. Für das Neolithikum verzeichnete Milot Berisha im Jahr 2012 bereits 22 Fundstätten im Kosovo. Bei Pristina wurden diverse Terrakotta-Figürchen gefunden, darunter die Gottheit auf dem Thron. Eine der bedeutendsten frühneolithischen Stätten ist Runik/Rudnik im Nordwesten des Landes, eine Fundstätte, die 1966–1968 und erneut 1984 sowie 2010 untersucht wurde. Die langlebige Siedlung barg Artefakte der Vinča- und der Starčevo-Kultur, darunter die Runik Ocarina, eine Art Flöte oder Windinstrument.
Um 1900 v. Chr. begann die Bronzezeit, gefolgt um 1300 v. Chr. von der Eisenzeit. Eisenzeitliche Gräber wurden bisher jedoch nur im westlichen Teil des Kosovo, in Metochien (serbisch Метохија Metohija; albanisch Rrafsh i Dukagjinit), gefunden und im östlichen Teil, dem Amselfeld, hingegen nicht.

## Antike

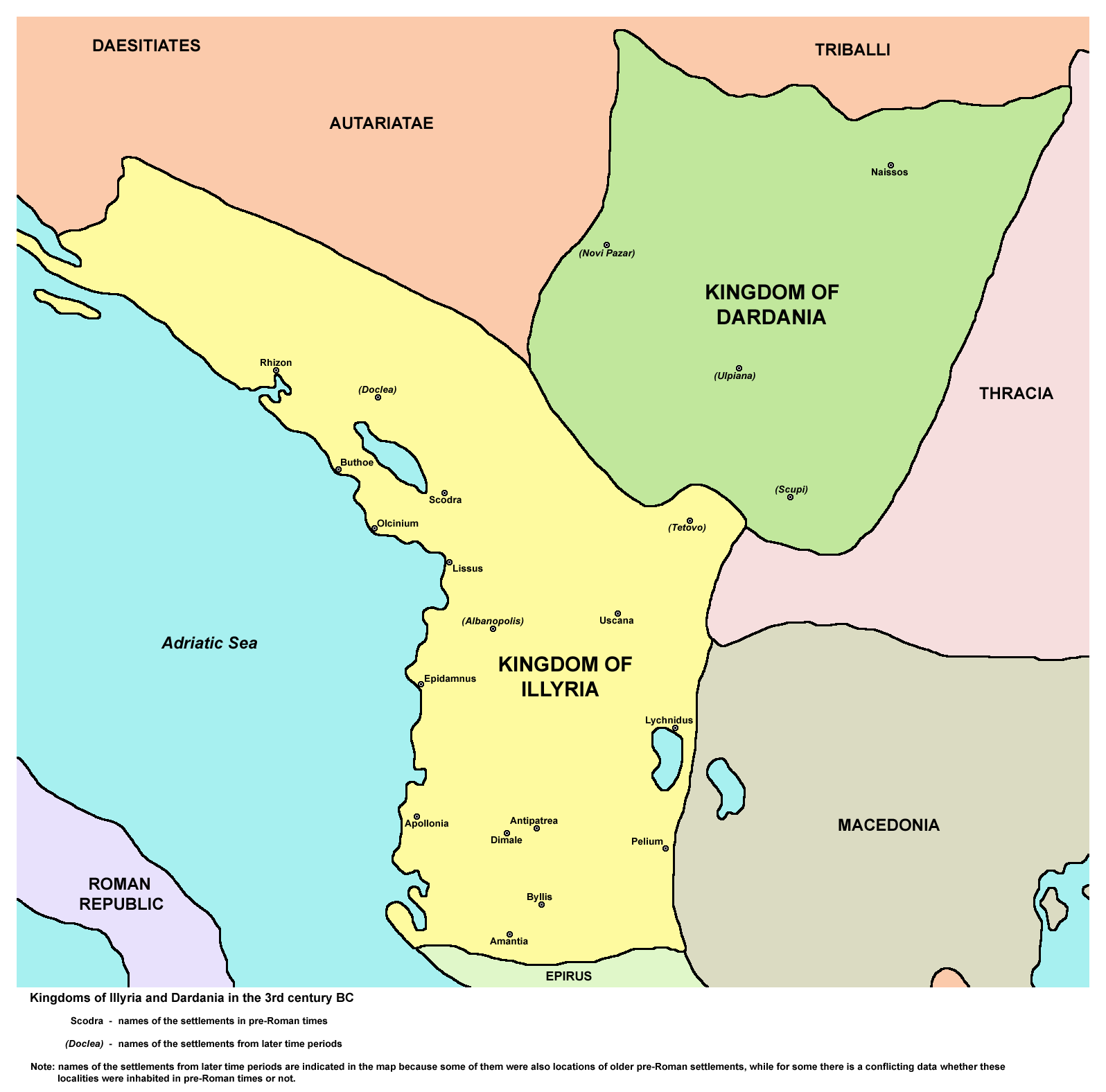
Machtgebiete der Dardaner (grün) und Ardiäer (gelb) im südlichen Illyrien im 3. Jahrhundert v. Chr.

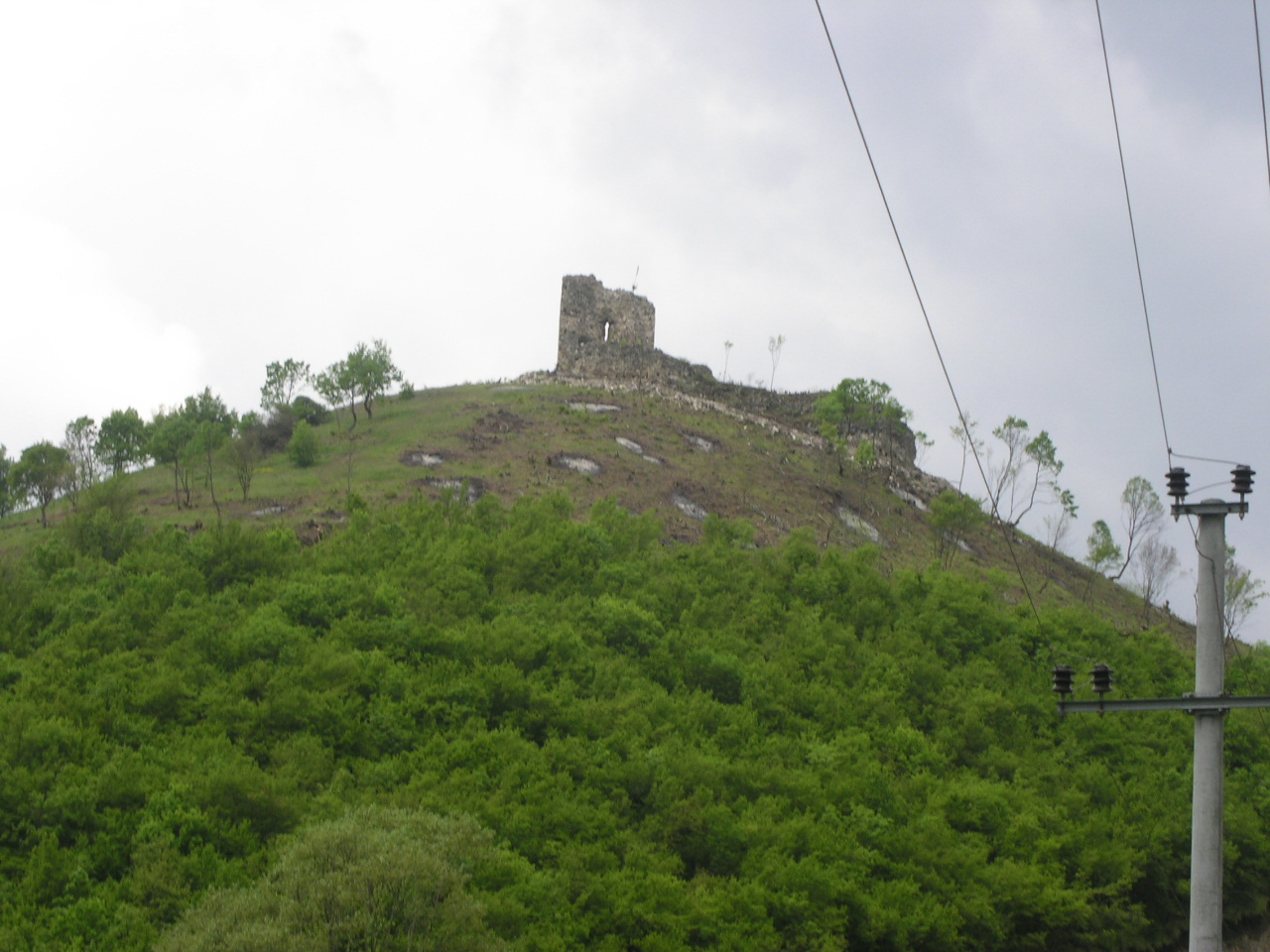
Die Festung von Pogragja ist eine der Anlagen, die unter Kaiser Justinian I. entstanden.

Zu den frühesten bekannten Siedlern der Region zählen verschiedene indoeuropäische Völker. Als ein Grenzgebiet zwischen Illyrien und Thrakien lebten neben Illyrern, die seit etwa 2000 v. Chr. den westlichen Teil der Balkanhalbinsel bewohnten, auch Thraker. Aus dieser Mischbevölkerung entstanden vermutlich die Dardaner, deren Herkunft aber noch nicht abschließend geklärt ist. Neben den Dardanern siedelten auch keltische, andere illyrische und thrakische Stämme sowie die Triballer.
Die Dardaner – deren Siedlungsgebiet nach ihnen „Dardanien“ genannt wird – konnten während einigen Jahrhunderten kurzlebige Königreiche gründen, die mit denjenigen in Süd-Illyrien (heute Albanien) ständig in Konkurrenz waren. Die dardanischen Könige prägten eigene Silbermünzen, führten große Kriegsheere und bauten Städte aus. Wichtige Stadtsiedlungen der Dardaner wurden in Niš, Skopje, Suhareka und Ulpiana gefunden.
Nach einem letzten Krieg gegen das labeatische (illyrische) Königreich in Scodra unter König Genthios konnten sich die Römer in Illyrien nach 168 v. Chr. auf die Dauer behaupten und zerstörten endgültig die illyrischen Monarchien, obwohl die Römer schon de jure seit 219 v. Chr. über Illyrien herrschten. 59 v. Chr. kam das heutige Kosovo zur römischen Provinz Illyricum und 87 n. Chr. zur Provinz Moesia superior.
Kaiser Diokletian teilte Ende des 3. Jahrhunderts die Provinzen neu ein. Kosovo und Teile des heutigen Nordmazedoniens bildeten nun die Provinz Dardania in der Diözese Moesia. Die wichtigste römische Ansiedlung auf dem Gebiet des Kosovo war das zur Zeit Kaiser Trajans (neu-)gegründete Municipium Ulpiana. Seine Ruinen liegen nahe der heutigen Stadt Lipjan. Ansonsten war das Gebiet des heutigen Kosovo zu römischer Zeit eine an Städten arme Landschaft. Archäologisch nachgewiesen sind vor allem spätantike Siedlungen.

## Mittelalter

### Einwanderung der Slawen
Im Zuge der Landnahme der Slawen auf dem Balkan im 6. und 7. Jahrhundert überfielen verschiedene slawische und awarische Stämme die antiken Städte in Südosteuropa, was das Verschwinden der römischen Kultur mit sich brachte. Nach den Plünderungen kamen jedoch vermehrt slawische Stammesverbände und siedelten sich in den menschenarmen Regionen an. Sie gründeten einige neue Städte und nahmen das Christentum an.
Nach der Völkerwanderung und der Landnahme der Slawen auf dem Balkan konnte sich das Byzantinische Reich im 7. Jahrhundert wieder stabilisieren. Obwohl die Balkanhalbinsel nun zum großen Teil von Slawen bewohnt war, herrschten die byzantinischen Kaiser bis Anfang des 9. Jahrhunderts über das Gebiet des heutigen Kosovo. 814 wurde die Region vom bulgarischen Zarenreich erobert. Nordwestlich des Kosovo begann im 10. Jahrhundert die Entstehung der ältesten serbischen Fürstentümer (Raszien). Im 11. Jahrhundert folgte eine letzte Periode der byzantinischen Herrschaft über den Kosovo. In diesem Jahrhundert erwähnte auch ein byzantinischer Autor erstmals die Albaner als siedelndes Volk im heutigen Albanien.

### Serbische Reichsgründung
Um 1200 begründeten die Serben unter der Dynastie der Nemanjiden einen mittelalterlichen Staat mit einem König und einer serbisch-orthodoxen Nationalkirche. Zwischen dem Ende des 12. Jahrhunderts (Eroberung des östlichen Kosovo) und den ersten zwei Jahrzehnten des 13. Jahrhunderts (spätestens 1216 wurde die Stadt Prizren erobert) wurde der Kosovo Teil des serbischen Königreichs der Nemanjiden. Das Reich wurde im 13. und 14. Jahrhundert aufgrund der Schwäche des Byzantinischen Reiches zur Hegemonialmacht auf dem Balkan.
Der erste König Stefan Nemanjić (1196–1227) wurde 1217 gekrönt, sein Bruder, der Mönch Sava von Serbien (1169–1236) begründete als erster serbischer Erzbischof (1219–1233) die selbständige (autokephale) Serbisch-Orthodoxe Kirche. 1345 ließ sich König Stefan Uroš IV. Dušan (1331–1355) zum „Zaren der Serben und Rhomäer“ krönen und erhob so den Anspruch, als Nachfolger des Oströmischen (Byzantinischen) Reiches zu gelten. 1346 wurde der serbische Erzbischof zum Patriarchen erhoben. Er nahm seinen Amtssitz im Dreifaltigkeitskloster in Peć ein. Prizren in der Region Metochien wurde in dieser Zeit als Handelsstadt eines der Zentren des mittelalterlichen serbischen Staates. Das Kosovo war auch die wirtschaftliche Basis dieses Reiches: es war Kornkammer, Weinanbaugebiet und Weideland; dort wurden Eisenerz, Blei, Silber und Gold gefördert.
Die serbischen Ansprüche im Bezug auf den Kosovo-Konflikt im 20. und 21. Jahrhundert werden primär vor dem Hintergrund des Serbischen Reichs des Mittelalters geltend gemacht:
Kosovo ist im serbischen Selbstverständnis die Geburtsstätte der nationalen Kultur. Das Kloster von Peć war – von 1346 bis 1463 und von 1557 bis zur Aufhebung des Patriarchats durch die Osmanen im Jahre 1766 – Sitz des serbischen Patriarchen. Auch heute noch trägt der Patriarch der Serbischen-Orthodoxen Kirche – obwohl er seit 1920 in Belgrad residiert – den Titel des Erzbischofs von Peć. Charakteristisch ist die enge Verflechtung zwischen serbischer Nationalbewegung und eigener Nationalkirche: Die Kirche selbst versteht sich als Träger nationaler Kultur und Staatlichkeit.

### Sächsische Bergleute in Kosovo und Serbien
Im 14. Jahrhundert stellten neben den ethnischen Gruppen der Serben, Albaner und Walachen auch die „sächsischen“ Bergleute eine kleine, aber ökonomisch bedeutende Bevölkerungsgruppe dar. Bei diesen „Sachsen“ handelte es sich um Nachkommen zugewanderter deutscher Bergleute, die meist aus dem historischen Ungarn beziehungsweise aus der heutigen Slowakei stammten. Das serbische Reich, für das die noch heute ökonomisch wichtigen Minen von Trepča (alb. Trepça/-ë) und Novo Brdo (alb. Novobërda/-ë) von hoher wirtschaftlicher Bedeutung waren, verlieh den sächsischen Bergleuten für ihre wichtige Tätigkeit Privilegien und eine eigene Gerichtsbarkeit. Innerhalb des Kosovo waren die sächsischen Bergleute vor allem im Osten angesiedelt.
Die Anwesenheit von Sachsen im spätmittelalterlichen Serbien geht aus mehreren Urkunden hervor, bei denen es sich im Grunde um Verordnungen über die Rechte, Pflichten und Privilegien der Ragusaner und der Sachsen im serbischen Staat handelt. Mit der ältesten dieser Urkunden aus den Jahren 1240–1272 bestimmte König Stefan Milutin die Privilegien der Ragusaner und die Art der Durchführung von gerichtlichen Angelegenheiten, an denen Sachsen und Ragusaner beteiligt waren: „Wenn es sich um einen Sachsen handelt, muss der eine [Richter] ein Sachse und der andere eine Ragusaner sein; vor ihnen können sie verhandeln.“
Weitere Dokumente oft ähnlichen Inhalts existieren unter anderem von König Stefan Dušan aus dem Jahr 1355, von dem bei der Schlacht auf dem Amselfeld gefallenen Fürsten Lazar aus dem Jahr 1387, von Vuk Branković aus dem gleichen Jahr, von Stefan Lazarević oder von Đurađ Branković aus den Jahren 1428 und 1445. Aus den mittelalterlichen serbischen Quellen, die das heutige Gebiet des Kosovo betreffen, geht hervor, dass die Sachsen in diesem Gebiet erst im 14. Jahrhundert ausdrücklich erwähnt werden.
Das Erscheinen von Bergleuten wird sowohl für das Gebiet des heutigen Kosovo als auch für alle anderen Gebiete der Balkanhalbinsel mit der Wiederbelebung der Gruben beziehungsweise des Bergbaus dieser Region in Zusammenhang gebracht. Entsprechend siedelten sich die Sachsen auch im Kosovo zunächst in den Bergwerksorten an, die dann später die Marktplätze der Bergleute bildeten. Dabei handelte es sich zu dieser Zeit unter anderem um Novo Brdo, Trepča, Janjeva, Kishnica (Kisnica, Kishnicë, Kižnica) und Vrhlab (das heutige Dorf Bellasica bei Podujeva).
Als Sasbi trebbčkii werden die „Trepča-Sachsen“, also Sachsen, die auf dem Gebiet des heute noch bestehenden Bergwerks Trepča arbeiteten, in der Urkunde des Königs Milutin aus den Jahren 1313–1318 erwähnt. In den Reiseaufzeichnungen des Franzosen Bertrandon de la Broquière aus den Jahren 1432 und 1433 wird für Trepča eine sächsische Kolonie beziehungsweise eine katholische Kirche St. Maria erwähnt. Es wird angenommen, dass es sich hierbei um die mittelalterliche Siedlung Stari Terg bei Mitrovica handelt, die sich nach 1610 zu einer unbekannten Ortschaft geringer Bedeutung entwickelte.
De la Broquière bezeugt auch das Erscheinen von Sachsen in Novo Brdo. Er berichtet, dass die serbischen Herrscher über eine „Neyeberge“ genannte Stadt mit einem reichen Gold- und Silberwerk verfügen. Als lateinische Form des Ortsnamens für Novo Brdo gibt er zudem „Novo Berda“ und „Novus Mons“, als italienische „Novomonte“ oder „Monte Novo“ und als deutsche „Neyberghe“ an.
Noch Anfang der 1990er Jahre lebten solche „Sachsen“ nach offiziellen jugoslawischen Angaben, die für das Jahr 1991 auf Schätzungen beruhen, als sehr kleine Minderheit im Kosovo.
Verglichen mit dieser spätmittelalterlichen Kolonisationsphase, als der Kosovo albanische, serbische, „sächsische“ (deutsche) und walachische Bevölkerung aufwies, wurde diese im Laufe der osmanischen Herrschaft vorwiegend durch Roma, Türken, Juden und Tscherkessen ergänzt.

### Eroberung durch die Osmanen

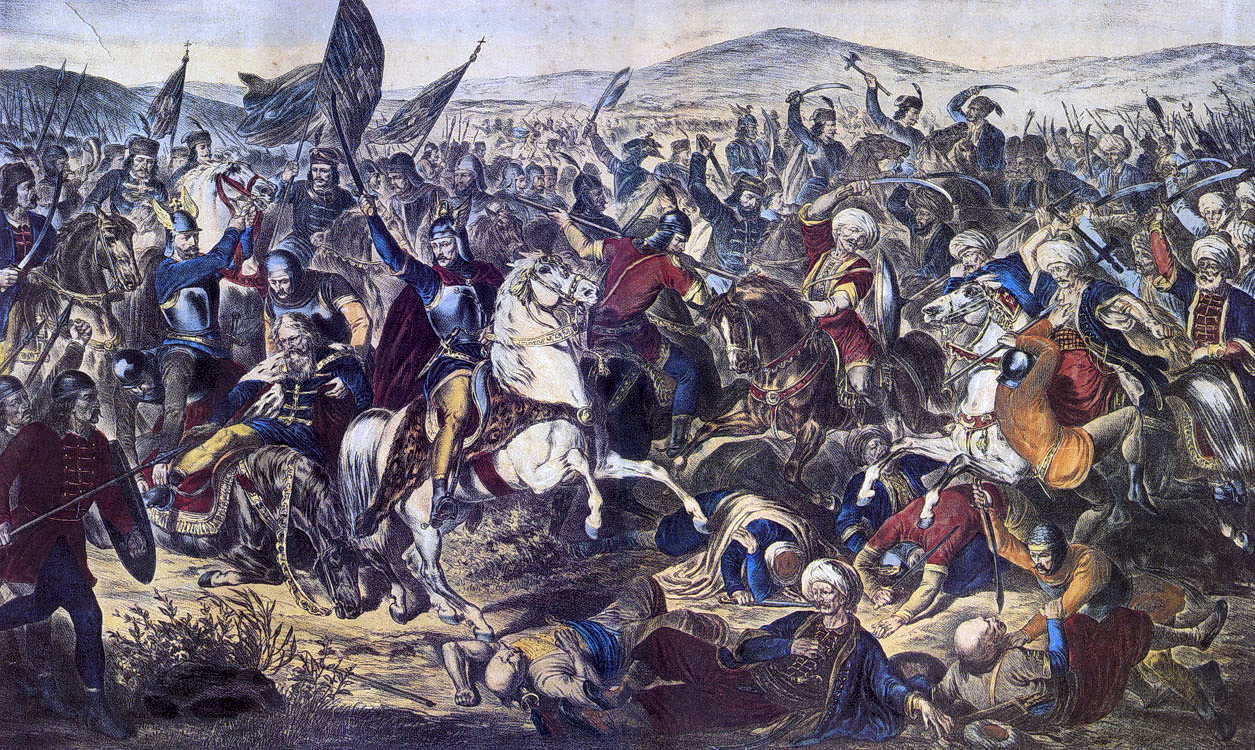
Die Schlacht auf dem Amselfeld (Gemälde von Adam Stefanović, 1870)

Nach seiner größten Machtentfaltung unter Stefan Uroš IV. Dušan zerfiel das Serbische Reich schnell in eine Reihe mehr oder weniger miteinander rivalisierender Teilfürstentümer – diese teilten auch das Kosovo. Diese Entwicklung, verbunden mit der Rivalität benachbarter christlicher Staaten, begünstigte die Niederlage der Reste des serbisch-orthodoxen Reiches und die Expansion des muslimischen Osmanischen Reiches.
Nach dem Einfall der Osmanen im Jahr 1385 kam es 1389 zur Schlacht auf dem Amselfeld. Die Bedeutung dieser Schlacht für die Realgeschichte ist eher gering (sie endete vermutlich unentschieden), für die serbische Geistesgeschichte jedoch sehr groß: Die Berichte über die Schlacht begründen den im 19. Jahrhundert geprägten serbischen politischen Mythos vom Opfertod bei der Verteidigung der Christenheit und prägen die serbische nationale Identität bis heute. Nach der Schlacht wurden die serbischen Fürsten, die das Kosovo beherrschten, zu osmanischen Vasallen. Mit der Einnahme von Konstantinopel 1453 gingen die Osmanen dazu über, das Kosovo direkt zu regieren. Ab 1455 stand das Kosovo ganz unter osmanischer Herrschaft.
In der Folge kehrten sich die Siedlungsbewegungen der Serben um: Während der Expansion des Serbischen Reiches hatten sie sich von Norden nach Süden ausgebreitet, nun wanderten – bedingt durch die Ausbreitung des Osmanischen Reiches – die Zentren der serbischen Siedlung aus dem Kosovo Richtung Norden.

## Osmanische Zeit
Während eines Großteils der Osmanenherrschaft existierte Serbien einige Jahrhunderte als politische Einheit nicht. Gleichzeitig begannen albanische Stämme (alb. fise/t) sich immer stärker auf die Ebenen nordöstlich und östlich Nordalbaniens auszubreiten. Begünstigt wurde dieser Prozess in den nächsten Jahrhunderten durch mehrere Faktoren:
- Die Übernahme des Islams durch die Albaner machte diese zu privilegierteren Bürgern im Osmanischen Reich.
- Aus den vergleichsweise kargen Gegenden des heutigen Nordalbaniens wanderten die Albaner aus wirtschaftlichen Gründen in die weitaus fruchtbareren und durch die serbische Auswanderung menschenärmeren Gebiete des Kosovo ein, was von den türkischen Behörden teilweise gefördert wurde.
- Ein Teil der Serben nahm ebenfalls den islamischen Glauben an und wurde größtenteils albanisiert; eine ähnliche Tendenz ließ sich bei den Bosniaken beziehungsweise bei den kaukasischen Tscherkessen, die im 19. Jahrhundert in das Kosovo einwanderten, beobachten.

Gleichzeitig kam es zu massiven Auswanderungsbewegungen der Serben nach Norden, vorrangig in das von den Habsburgern beherrschte Königreich Ungarn, wobei die Emigranten nicht nur aus dem Kosovo, sondern aus ganz Serbien stammten. 1686 eroberten die Habsburger Budapest von den Türken, 1689 Belgrad. In einem nachfolgenden Feldzug drangen habsburgische Truppen bis in das Kosovo und sogar nach Mazedonien vor. Die osmanische Armee konnten sie jedoch wieder aus dieser Region vertreiben. Die Christen des Kosovo, welche die habsburgischen Truppen als Befreier begrüßten und bei deren Einrücken einen Aufstand unter Führung des katholischen Erzbischofs der Region aus Skopje, Pjetër Bogdani, probten, flohen 1690 vor der Rache der Osmanen. Etwa 40.000 Christen, meist Serben, zogen mit dem Patriarchen von Peć in die habsburgisch beherrschte Vojvodina. Neuste Forschungen besagen jedoch, dass der Patriarch von Peć schon in Belgrad weilte, als die Flüchtlinge in Belgrad ankamen. Dies war ein erheblicher Anteil der damaligen Bevölkerung: Die in der Mitte des 17. Jahrhunderts größte Stadt des Kosovo, Prizren, hatte damals erst etwa 13.000 Einwohner.

## Zeit des Nationalismus, Balkankriege

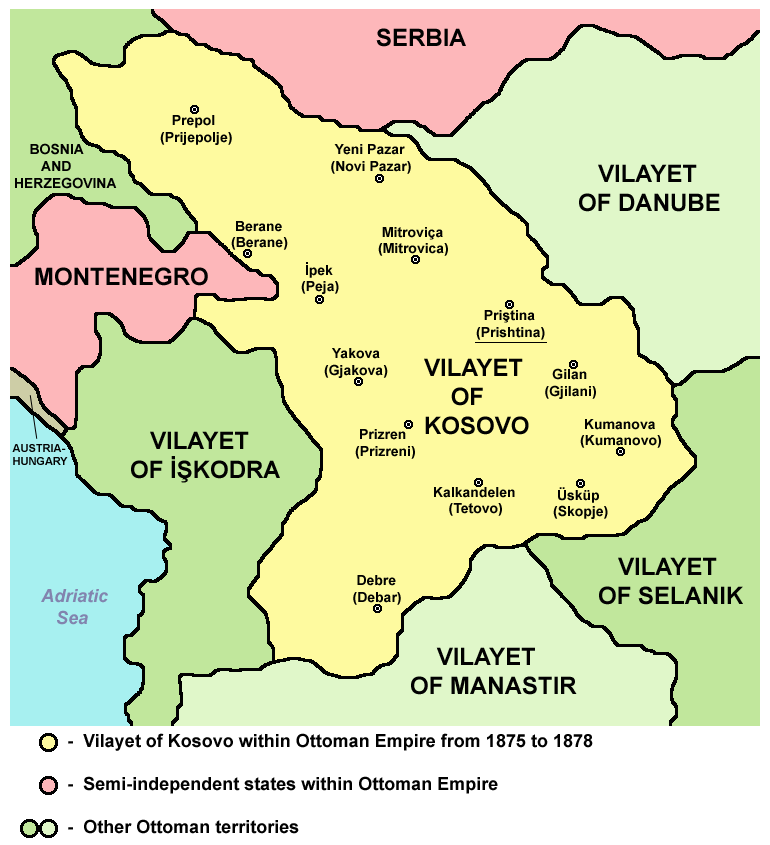
Das Vilâyet Kosovo zwischen 1881 und 1912

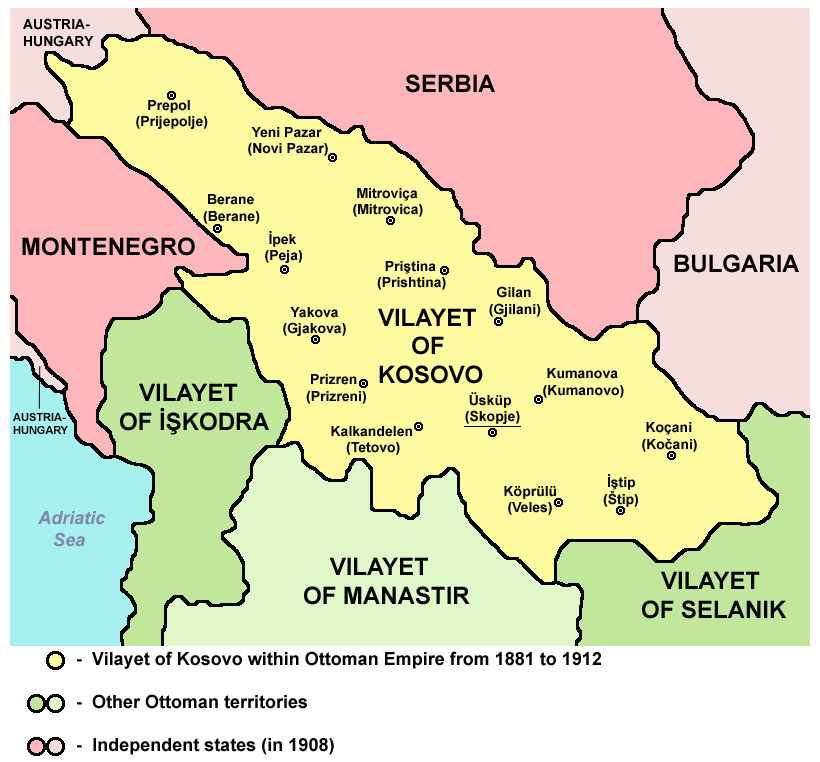
Das Vilâyet Kosovo zwischen 1875 und 1878

Im Jahre 1877 wurde das Vilâyet Kosovo als eigenständige Verwaltungseinheit des Osmanischen Reiches gegründet. Durch dessen Verfall und die nachfolgende Bildung der unabhängigen Nationalstaaten Serbien, Bulgarien, Griechenland und Rumänien entstanden neue territoriale Ansprüche. Zudem suchten alle europäischen Großmächte, insbesondere Österreich-Ungarn und Russland, ihre eigenen Interessen in Südosteuropa durchzusetzen.
An die Gründung eines selbstständigen albanischen Staates dachten bis zum Ende des 19. Jahrhunderts wenige albanische Intellektuelle und Politiker. Mehrheitlich muslimischen Glaubens sahen sie ihre Zukunft weiterhin unter der Herrschaft des Sultans, die wenigen Gegner des osmanischen Systems hatten meist wenige Truppen zur Verfügung, um irgendeinen Machtbereich ausdehnen zu können. Die muslimischen Albaner forderten Reformen im Osmanischen Reich, das albanische Sprachgebiet sollte in einem Vilâyet vereinigt und Albanisch sollte als Unterrichtssprache in den wenigen Schulen eingeführt werden. In dieser Zeit begann zugleich die albanische Nationalbewegung Rilindja. Die genannten Forderungen vertrat die Liga von Prizren, die sich 1878 in Prizren gebildet hatte, und später auch die Liga von Peja (1899), um die Abtretung albanisch besiedelter Gebiete des Osmanischen Reiches an die slawischen Nachbarstaaten zu verhindern. Obwohl die Liga einige Städte in Montenegro, Albanien und auch im Kosovo militärisch verteidigen konnte, wurde sie schon drei Jahre später durch osmanische Offiziere gewaltsam aufgelöst, die osmanische Regierung verschlechterte sogar die rechtliche Lage der albanischen Bevölkerung und verbot jegliche albanische Organisationen. Die Albaner versuchten sich in der Diaspora, vor allem in Bukarest, Boston und New York, neu zu organisieren, doch diese Gruppen konnten meist nicht viel gegen die in ihrer Heimat einmarschierenden Truppen der Nachbarländer tun.
Ab den 1860er Jahren begannen die Osmanen ihre europäischen Provinzen verkehrstechnisch zu erschließen. Europäische Gesellschaften wurden mit dem Eisenbahnbau beauftragt. Eine wichtige Strecke sollte von Thessaloniki am Ägäischen Meer über Skopje und Kosovo nach Sarajevo führen. Die Planung folgte der traditionellen Hauptroute des Balkanhandels, die über das „Amselfeld“ verlief. Bis zum Ausbruch des Serbisch-Türkischen Krieges 1876 war nur die Strecke bis nach Kosovska Mitrovica fertiggestellt. Nach dem Verlust Bosniens 1878 wurde nicht mehr weitergebaut. 1885 wurde die Strecke von Skopje über die gerade Serbien einverleibte Stadt Vranje mit der serbischen Eisenbahn verbunden. Die wichtigste Nord-Süd-Verbindung auf dem Balkan verlief nun von Thessaloniki über das Vardar- und das Moravatal nach Niš und Belgrad. Kosovo war damit von der zentralen Verkehrsader abgeschnitten und wurde zu einer Randprovinz. Dies sollte sich später auch unter der serbischen Herrschaft nicht mehr ändern.

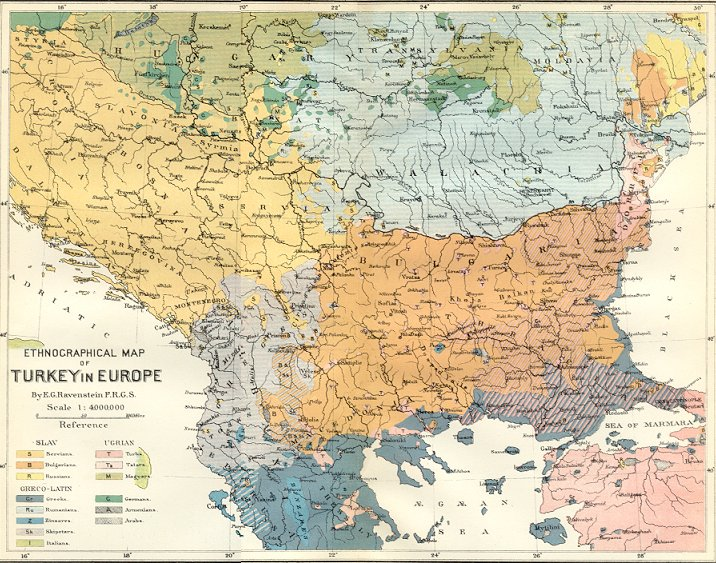
Ernst Ravensteins ethnographische Kartierung Südosteuropas um 1880

Die durch den Berliner Kongress beschlossene Okkupation Bosnien-Herzegowinas durch die Donaumonarchie im Jahr 1878 verärgerte Serbien, da man dieses Land als von Serben bewohntes Territorium für sich (Großserbien) oder einen südslawischen Gesamtstaat beanspruchte. Seit dieser Zeit wuchsen die Gegensätze zwischen Österreich-Ungarn und Serbien. Serbien bekam auf dem Berliner Kongress das Gebiet zwischen Niš und Vranje zugesprochen. Die in der Gegend von Vranje lebenden Albaner wurden in das noch unter osmanischer Herrschaft stehende Kosovo vertrieben, womit dort der albanische Bevölkerungsanteil deutlich anwuchs und das Gebiet von Vranje „entalbanisiert“ wurde.
Die serbische Regierung bemühte sich in den folgenden Jahrzehnten ihr Territorium auf Kosten des Osmanischen Reiches, der albanischen und auch bulgarischen (= mazedonischen) Bevölkerung nach Süden auszudehnen. Im Ergebnis des ersten Balkankriegs 1912 verlor das Osmanische Reich, abgesehen von Ostthrakien, seine restlichen europäischen Besitzungen. Kosovo, das damals bereits eine nicht-serbische Bevölkerungsmehrheit aufwies, und der nordwestliche Teil Makedoniens fielen an das Königreich Serbien.
Österreich-Ungarn versuchte seinerseits die Ausdehnung Serbiens zu begrenzen und erreichte, dass den Serben von der Botschafterkonferenz der Großmächte ein Zugang zur Adria in der Nähe der nordalbanischen Stadt Shkodra verwehrt wurde. Gleichzeitig unterstützte man die Bildung eines albanischen Staates.
Eine kleine albanische politische Elite hatte sich erst seit etwa 1900 mit der Frage befasst, was aus den Albanern werden soll, wenn die osmanische Herrschaft vom Balkan verschwinde. Als die Sieger des ersten Balkankriegs begannen, die eroberten Gebiete aufzuteilen, entschlossen sich die albanischen Führer am 28. November 1912 zur Ausrufung des unabhängigen Staates Albanien. An der Unabhängigkeitserklärung in der Hafenstadt Vlora waren auch Kosovo-Albaner, unter anderem Isa Boletini, beteiligt. Die künftigen Grenzen waren völlig unklar und die provisorische Regierung Albaniens hatte keinerlei Macht, erstrebte aber trotzdem die Vereinigung aller albanischen Siedlungsgebiete im Nationalstaat. Kosovo und das nordwestliche Makedonien fielen jedoch an Serbien und die Handelsstadt Ioannina und dessen Umgebung an Griechenland. Obwohl die albanischen Führer nur die Vereinigung der albanisch bewohnten Gebiete forderten, sahen die Nachbarländer hier eine Bestrebung zur Eroberung ihrer Regionen, die sie beansprucht hatten. Nationalistische Ideologien von einem „großen“ Nationalstaat warf man daher auch den Albanern vor (vgl. auch Großalbanien). Mit der Festlegung der Grenze Albaniens blieben weite Siedlungsgebiete der Albaner außerhalb des albanischen Staats.
Damit verlief seit 1912 die Geschichte der Albaner in Albanien und im Kosovo in sehr unterschiedlichen Bahnen: Schon die bei der Eroberung des Kosovo von der serbischen Armee verübten Grausamkeiten – etwa 10.000 Zivilisten waren dabei umgekommen – haben das Verhältnis der Albaner zu den neuen Machthabern von Anfang an schwer belastet. Die serbische Regierung hatte geplant, die neu gewonnenen Gebiete möglichst schnell dem restlichen Staatsgebiet anzugleichen. Dazu gehörte auch, dass überall die serbische Staatssprache und das serbische Schulwesen durchgesetzt wurde. Nicht nur bei den Albanern, sondern auch bei den Mazedoniern und anderen betroffenen Minderheiten waren diese Maßnahmen nicht sehr populär. Schon in den ersten Jahren der serbischen Herrschaft hatte die Auswanderung von Türken, Albanern und slawischen Muslimen in die Türkei (als wesentlichstes verbliebenes Gebiet des Osmanischen Reichs) eingesetzt, weil diese Muslime nicht unter christlicher Herrschaft leben wollten und teilweise auch schon unter Repressionen der neuen Herren zu leiden hatten. Diese Auswanderung setzte sich auch in der Zwischenkriegszeit in mehr oder weniger starken Schüben fort.
Der serbische Nationalismus befand sich 1912 – wie es typisch für den europäischen Nationalismus im 19. Jahrhundert und in der ersten Hälfte des 20. ist – und befindet sich zum Teil bis heute in einem Dilemma, das in dem Widerspruch zwischen den zwei Prinzipien Befreiungsmoment (nationale Selbstbestimmung, Freiheit von Fremdherrschaft) und dynastischem Moment (Vision eines mächtigen Großreichs) besteht, vor allem, wenn man sich bei dem Großreich auf ein als Ursprung gesetztes mittelalterliches Reich (das serbische, das bulgarische, das kroatische, das byzantinische) bezog. In feudaler Weise beriefen sich die Nationalisten jener Zeit in ganz Europa auf „historische Ansprüche und Rechte“, selbst wenn in den betreffenden Gebieten die eigene Nationalität in der Minderheit war. Den Monarchen ermöglichte die Verknüpfung ihrer dynastischen Interessen mit dem Nationalismus nicht nur, dessen gegen sie gerichtete Aggressionen aufzufangen, sondern geradezu in ihrem Sinne umzukehren und sich selbst an die Spitze dieser starken, neuen Bewegung zu stellen. Ein Lösungsversuch aus diesem Dilemma war die Umwandlung der betroffenen Bevölkerung in eine „eigentlich“ mit der eigenen Nationalität identische (islamisierte Serben und Kroaten in Bosnien, albanisierte Serben im Kosovo oder Mazedonier, die „eigentlich“ Serben beziehungsweise Bulgaren beziehungsweise Griechen seien). Der Versuch scheiterte an seinen inneren Widersprüchen, vor allem daran, dass er die eigenen Identitätszuordnungen der Menschen völlig ignorierte. Das Befreiungsmoment der nationalen Selbstbestimmung war dadurch in eine neue Fremdbestimmung verkehrt. Hinzu kam das Problem vieler ethnisch stark gemischter Gebiete. Es standen allerdings außer den sozialistischen kaum Ideen zur Verfügung, die auf dieses Problem eine Antwort angeboten hätten. Und selbst die Sozialisten übersprangen die Bewältigung des Problems als ein im Sozialismus/Kommunismus immanent bereits gelöstes Thema.

## Erster Weltkrieg
Der Ausbruch des Ersten Weltkriegs 1914 und die Besetzung Serbiens im Jahr darauf verhinderten jedoch, dass die Pläne zur „Serbisierung“ des Kosovo schnell in die Tat umgesetzt werden konnten. Als die Österreicher den Krieg gegen Serbien begannen, kam es im Kosovo zu Aufständen gegen die serbische Herrschaft. Die österreichisch-ungarische Armee besetzte 1915 die nördlichen und westlichen Teile des Kosovo um Mitrovica und Peć. Sie wurden von der albanischen Bevölkerung als Befreier begrüßt. Die Besatzungsmacht übergab die lokale Verwaltung in die Hände der Einheimischen und investierte in die Infrastruktur. Neben kriegswichtigen Straßen haben die Österreicher auch zahlreiche Grundschulen eingerichtet, in denen erstmals Unterricht in albanischer Sprache erteilt wurde. Nach dem Abzug der Österreicher im Herbst 1918 kam es zu Racheakten der zurückkehrenden serbischen Truppen an der kosovarischen Bevölkerung, weil diese mit dem Feind kollaboriert hatte.
Der südliche und östliche Teil des Kosovo mit den Städten Priština und Prizren wurde von Bulgarien besetzt und dem Militär-Inspektions-Gebiet Makedonien unterstellt.
Bei Kriegsende formierte sich um Hasan Bej Prishtina und Bajram Curri eine Widerstandsbewegung der Kosovo-Albaner, die gegen die wieder ins Kosovo einrückenden Serben kämpften und einen Anschluss der Provinz an Albanien erreichen wollten. Im Oktober 1919 ging Hasan Prishtina mit einer kosovarischen Delegation nach Paris, um bei der Friedenskonferenz für den Anschluss des Kosovo an Albanien zu sprechen. Die kosovarische Delegation durfte aber an keiner offiziellen Sitzung teilnehmen und ihr Anliegen wurde ignoriert.
Noch bis Anfang der zwanziger Jahre wurde die Provinz von Aufständen der Albaner erschüttert, die sich der serbischen Herrschaft nicht beugen wollten. Zehntausende flohen zwischen 1918 und 1920 vor den Aufständen nach Albanien, wo die Versorgung der Flüchtlinge lange Zeit nicht gewährleistet werden konnte.

## Zwischenkriegszeit
1919 verzichtete das Ökumenische Patriarchat von Konstantinopel zu Gunsten der Serbisch-Orthodoxen Kirche auf die Kirchenhoheit über die Eparchien in Kosovo und Mazedonien.
Schon 1921 sprach eine Delegation der Kosovo-Albaner beim Völkerbund in Genf vor, um sich über die Missachtung ihrer Menschen- und Minderheitenrechte und über die von serbischen Truppen verübten Massaker zu beklagen. Ihre Beschwerde wurde dort aber ignoriert.
Nach dem Ersten Weltkrieg begann die serbisch dominierte Regierung des Königreichs Jugoslawien mit der Serbisierung des Kosovo. Ideologisches Leitmotiv war dabei, dass die ethnische Struktur wiederhergestellt werden müsse, die im Kosovo vor der türkischen Eroberung im 15. Jahrhundert bestanden haben soll. Die gesamte Verwaltung wurde mit serbischen Beamten besetzt, Serbisch war die einzige Amtssprache und auch in allen staatlichen Schulen wurde nur in dieser Sprache unterrichtet. Mit der Vergabe von Land an Zuzügler aus Serbien und Montenegro versuchte die Regierung in den 1920er Jahren den slawischen Bevölkerungsanteil zu erhöhen. Dafür wurde der Grundbesitz ausgewanderter Türken und Albaner beschlagnahmt, darüber hinaus enteignete man einige muslimische Großgrundbesitzer. Das ganze Programm war wenig erfolgreich. Kurzfristig stieg zwar der serbische Bevölkerungsanteil, aber schon zu Beginn der 1930er Jahre wanderten mehr Slawen aus, als neu ins Kosovo kamen. Mancher serbische Neubauer verkaufte das von der Regierung erhaltene Land sogar an Albaner, was das besondere Missfallen der Regierung erregte. Grund für die serbische Auswanderung war die katastrophale Wirtschaftslage im Kosovo. Im Gegensatz zu den Albanern hatten die Angehörigen der Staatsnation bessere Chancen, in den nördlichen Regionen Jugoslawiens Arbeit zu finden.
Die Regierung Jugoslawiens hatte vor dem Zweiten Weltkrieg weder ein schlüssiges Konzept noch die finanziellen Mittel, die Wirtschaft der armen südlichen Gebiete zu entwickeln. Sie blieben von der Landwirtschaft geprägte Auswanderungsländer.

## 1937: Die geplante Vertreibung der Albaner über Staatsverträge
Die Enttäuschung über die fehlgeschlagene Serbisierung des Kosovo spiegelte sich auch in der 1937 vom serbischen Nationalisten Vasa Čubrilović verfassten Denkschrift, die sich mit dem weiteren Vorgehen im Kosovo auseinandersetzt. In Die Aussiedlung der Albaner vertrat der Historiker die Überzeugung, dass das „Albanerproblem“ nur mit Gewalt zur Zufriedenheit der Serben gelöst werden könne. Die bisher angewandten Methoden zur Marginalisierung der muslimisch-albanischen Bevölkerung seien fehlgeschlagen, da man „ethnische Probleme mit westlichen Methoden zu lösen versuchte“. Auf dem Balkan sei man aber auf schärfere Vorgehensweisen eingestellt wie der 1922 zwischen Griechenland und der Türkei vereinbarte Bevölkerungsaustausch von einer Million orthodoxen Christen gegen 400.000 Muslime zeige.
Er plädierte für eine vollständige Vertreibung der muslimischen Albaner in die Türkei und nach Albanien. Die albanische Regierung wollte Čubrilović durch Finanzhilfen und durch Bestechung einzelner Politiker für den Plan gewinnen. Außenpolitische Probleme, so meinte Čubrilović, würde die „Aussiedlung“ nicht auslösen:

„Wenn Deutschland Zehntausende von Juden vertreibt und Russland Millionen von Menschen von einem Teil des Kontinents zum anderen verlegen konnte, so wird die Vertreibung von einigen Hunderttausend Albanern schon nicht zum Ausbruch eines Weltkrieges führen.“

Im Gegensatz zu den vorherigen wenig erfolgreichen Kolonisationsprojekten würde die nachfolgende Wiederbesiedelung erfolgreich sein, weil man den Kolonisten nun die Häuser und den beweglichen Besitz, den die Albaner auch zurücklassen müssten, zur Verfügung stellen könne. Zusätzlich plädierte Čubrilović für die Etablierung eines Zwangsdienstes jugoslawischer Jugendlicher zur Unterstützung der Neusiedler. Ausdrücklich nannte er den Reichsarbeitsdienst Adolf Hitlers als Vorbild.
Čubrilovićs Schrift blieb der Öffentlichkeit über Jahrzehnte verborgen. Sie war vom Verfasser auch nicht zur Veröffentlichung bestimmt gewesen, sondern sollte die Politik der jugoslawischen Regierung beeinflussen. Dušan Bataković, ein serbischer Historiker, berichtet, dass die Denkschrift erst im Januar 1988 durch die Veröffentlichung in einer Artikelserie der jugoslawischen Zeitung „Borba“ einem breiteren Personenkreis bekannt wurde.
Die Aussiedlung der muslimischen Bevölkerung aus Jugoslawien war 1938 ausgestaltet worden. Nach einem mit der türkischen Regierung 1938 abgeschlossenen Abkommen sollten rund 200.000 muslimische Menschen aus dem Kosovo und Mazedonien (Albaner und Türken) in jene dünn besiedelten Regionen Anatoliens umgesiedelt werden, die das Grenzgebiet zur dicht besiedelten kurdischen Grenzregion bildeten. Für jede der 40.000 Familien sollte die türkische Regierung einen Betrag von 500 Türkischen Pfund erhalten. Dazu ist es aufgrund des deutschen Überfalls auf Jugoslawien im Jahr 1941 und wegen der maroden Staatsfinanzen Jugoslawiens nicht mehr gekommen. Dennoch verließen in dieser Phase zwischen 90.000 und 150.000 Albaner den Kosovo.

## Zweiter Weltkrieg
Der deutsche Überfall auf Jugoslawien im April 1941 führte schnell zur Niederlage und zum Zusammenbruch des jugoslawischen Staates. An der Aufteilung des eroberten Landes nahmen auch Deutschlands Verbündete Italien und Bulgarien teil. Kosovo und Teile Mazedoniens wurden mit dem bereits unter der Herrschaft des faschistischen Italien stehenden Albanien vereinigt, das im September 1943 offiziell durch Deutschland in den von Mussolini festgelegten Grenzen als unabhängiger Staat anerkannt wurde. Die albanische Bevölkerung in Kosovo und Mazedonien profitierte mehrheitlich von der Besatzung und der damit einhergehenden Gewährung von Selbstverwaltungsrechten und solidarisierte sich auch angesichts der Aussicht auf ein nach ethnischen Grenzen definiertes Nachkriegsalbanien weitgehend mit den Besatzern. Dagegen war die serbische Bevölkerung nach der jahrzehntelangen Unterdrückung der albanischen Bevölkerung nun ihrerseits besonders schweren Belastungen ausgesetzt. Hunderttausende Serben kamen unter dem faschistischen Ustascha-Regime zu Tode, das radikal serbenfeindlich, antijugoslawisch, antisemitisch und antikommunistisch ausgerichtet war und mit bedingungsloser Härte gegen die serbische Bevölkerung und die orthodoxe Kirche vorging.
Die Achsenmächte nutzten die Feindschaft zwischen den Balkanvölkern geschickt, um ihre Herrschaft in Südosteuropa zu stabilisieren. Die serbischen Tschetniks, deren Führung ein ethnisch reines Großserbien anstrebte, das den Kosovo und Teile Albaniens und des heutigen Nordmazedoniens einschließen sollte, gingen ähnlich wie die kroatischen Ustascha mit äußerster Brutalität gegen ihre Feinde vor. Die nationalen Gegensätze zwischen Serben auf der einen Seite und Kroaten und Muslimen auf der anderen Seite wurden dadurch bedeutend verschärft. Die meisten Opfer hatten dabei die Serben zu beklagen, die der Rache ihrer albanischen, kroatischen und bulgarischen Nachbarn ausgeliefert waren. Nach dem Ausscheiden Italiens aus dem Krieg im Sommer 1943 besetzten die Deutschen das Kosovo. Elastisch modifizierten die Nationalsozialisten ihre Rassenideologie, indem sie die Albaner zur höherwertigen Rasse im Vergleich zu den Slawen erklärten. Auf diese Weise gewannen sie einen großen Teil der Albaner für den Kampf gegen die jugoslawischen Partisanen.
Die kommunistisch dominierten Partisanen verfolgten dagegen auf Grundlage des AVNOJ-Treffens vom 29. November 1943 in Jajce das gesamtjugoslawische Ziel eines multinationalen Nachkriegsjugoslawiens auf föderaler Basis, gingen konsequent gegen die Besatzungsmächte vor und schlossen im Gegensatz zu den Tschetniks jede Kollaboration aus. Im Kosovo wurden kommunistisch dominierte Partisanenverbände erst Ende 1942 und Anfang 1943 aktiv. Die albanische Bevölkerung blieb den Partisanen gegenüber sowohl im Kosovo als auch in Mazedonien und Nordalbanien in der Mehrheit sehr skeptisch eingestellt, betrachtete diese als slawisch dominiert und zweifelte daran, dass die Partisanen ihr vergleichbare politische Rechte wie die Besatzer zugestehen würden. Die Angriffe der Partisanen auf die deutschen Truppen und die albanische Polizei wurden mehrfach durch die Ermordung serbischer Zivilisten vergolten. Personen, die im Verdacht standen, die Partisanen zu unterstützen, wurden auch in das kroatische KZ Jasenovac verschleppt. 1944 wurde die kosovo-albanische SS-Division „Skanderbeg“ aufgestellt. Ihr Standort war Prizren, ihr hauptsächliches Operationsgebiet das Kosovo. In ihrem brutalen Vorgehen unterschied sie sich nicht von den deutschen Verbänden: Im April 1944 deportierte sie 300 Juden.
Die Bereitschaft zum Widerstand war unter den gegebenen Bedingungen besonders stark bei den Serben ausgeprägt und stand in gravierendstem Widerspruch zu der der Albaner im Kosovo und der Albaner in Mazedonien. Die Besatzung wurde von den Albanern in erster Linie als Befreiung von einem verhassten Regime empfunden, was dazu beitrug, dass viele Albaner mit der Wehrmacht kollaborierten. Um die Motivation der albanischen Bevölkerung Jugoslawiens zur Teilnahme am militärischen Partisanenwiderstand zu erhöhen, wurde bei einem lokalen KP-Treffen zur Jahreswende 1943/1944 die so genannte Resolution von Bujan verabschiedet, die den Kosovo-Albanern das Recht zur Vereinigung mit Albanien in Aussicht stellte. Die kommunistische Parteiführung Jugoslawiens kritisierte diesen Entscheid umgehend heftig und der Generalsekretär der KPJ, Josip Broz Tito, äußerte umgehend in einem Brief seine Ablehnung gegenüber der Resolution.
Neben den Partisanen Titos operierten im Kosovo auch albanische Partisanenverbände, die der Befehlsgewalt der albanischen Partei der Arbeit Enver Hoxhas unterstanden. Es kam zum Streit zwischen den kommunistischen Parteien beider Länder, denn man war sich nicht einig, wem das Kosovo nach dem Krieg zufallen sollte. Vor die Wahl gestellt, alleine das Kosovo Jugoslawien zu überlassen oder es zusammen mit Albanien dem jugoslawischen Staat anzugliedern, verzichtete die KP Albaniens im Frühjahr 1944 auf jegliche Ansprüche im Kosovo. Tito und Hoxha kamen überein, dass die Vorkriegsgrenzen zwischen Albanien und Jugoslawien wiederhergestellt werden sollen.
Im Oktober 1944 zogen sich die deutschen Truppen aus dem Kosovo zurück, worauf es zu heftigen Gefechten zwischen Tschetniks und albanischen Nationalisten gegen die aus dem Sandžak vordringenden Einheiten der kommunistisch dominierten Nationalen Befreiungsarmee der Partisanen kam. Die kommunistischen Partisanenverbände übernahmen die Macht in einem langsamen Prozess, der auf heftigen Widerstand stieß. In einigen Regionen reagierte die Bevölkerung mit gewaltsamen Revolten, die bis Mai 1945 andauerten und blutig niedergeschlagen wurden. Über die Opferzahlen gibt es sehr unterschiedliche Angaben. Eine jüngere Studie serbischer Historiker geht von 12.000 albanischen und 10.000 serbischen Toten zwischen 1941 und 1945 für den Kosovo aus.

## Kosovo in der SFR Jugoslawien

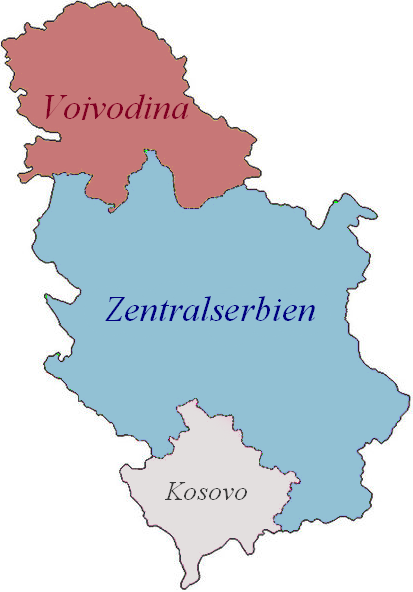
Die 1974 in der Verfassung den jugoslawischen Teilrepubliken weitgehend gleichgestellten Autonomen Provinzen Serbiens, Voijvodina und Kosovo-Metochien („Kosovo“), sowie das direkt von der serbischen Regierung verwaltete „Zentralserbien“

### 1945–1966
Nach dem Zweiten Weltkrieg wurde das Kosovo in das föderal organisierte Jugoslawien Josip Broz Titos integriert.
Im Juli 1945 wurde auf einer Versammlung nationaler Vertreter von Kosovo und Metochien in Prizren die Angliederung des Kosovo an Serbien beschlossen. Im August 1945 legte die dritte AVNOJ-Sitzung den Status von Kosovo-Metochien als autonomes Gebiet innerhalb Serbiens fest.
1945 kam es zu unorganisierten Aufständen verschiedener albanischer Gruppen gegen die neuerliche slawische Dominanz im Kosovo. Sie konnten von jugoslawischen Armee- und Polizeiverbänden ohne Schwierigkeiten niedergeschlagen werden. Die kommunistische Diktatur Albaniens hielt sich aus diesen inneren Auseinandersetzungen beim damaligen Bündnispartner komplett heraus.
Albanien und Jugoslawien entwickelten in der ersten Nachkriegsphase eine enge und vielfältige Zusammenarbeit im gesellschaftlichen und politischen Bereich. Dazu trug auch die gegenüber Serben und Albanern gegensätzlich betriebene Zuwanderungspolitik Jugoslawiens bei. Den vertriebenen Serben und Montenegrinern wurde die Rückkehr in den Kosovo vom jugoslawischen Innenministerium verboten. Gleichzeitig wurde durch die gemeinsame Grenzöffnung mit Albanien etwa 25.000 Albanern, vorwiegend aus dem nordalbanischen Bergland, die Zuwanderung zu ihren Verwandten in den Kosovo ermöglicht. Den Albanern wurden im Rahmen ihrer Autonomierechte zudem Zugeständnisse im Bildungs-, Wirtschafts- und Verwaltungsbereich gemacht. Andererseits kam es zu einer Reihe von Zwangsverfügungen, die das Verhältnis der albanischen Bevölkerung zur neuen jugoslawischen Führung nachhaltig belasteten. So wurden tausende Albaner bei den sogenannten „Pazifizierungsmaßnahmen“ der KPJ gegen tatsächliche oder vermeintliche Kollaborateure der Besatzungsmächte getötet.
Der Bruch Titos mit Josef Stalin 1948, der zum Ausschluss Jugoslawiens aus der Kominform führte, beendete auch die Phase der Zusammenarbeit mit Albanien, dessen Führer Enver Hoxha sich ausdrücklich zu Stalin bekannte und zum erbitterten Gegner des jugoslawischen Modells wurde. Damit kehrten die jugoslawische und die serbische Regierung Ende der vierziger Jahre vollends zu den Zwischenkriegstraditionen der Kosovo-Politik zurück. Die Kosovo-Albaner galten von nun an wieder als „gefährliche Fremdkörper“ innerhalb Jugoslawiens. Die Grenzen zu Albanien wurden 1948 geschlossen und die Kontrolle der Region wurde der Geheimpolizei unter dem jugoslawischen Vizepräsidenten und Chef des jugoslawischen Geheimdienstes, Aleksandar Ranković, überlassen. Die Geheimpolizei ging gegen breite Teile der Bevölkerung und mit drastischen und willkürlichen Methoden der Verfolgung vor. Minderheitenrechte für die Albaner gab es im sozialistischen Staat der Südslawen vorerst nicht. Die gewährte man 1950 nur der kleinen türkischen Minderheit. Über 30.000 muslimische Albaner bekannten sich daher bei der Volkszählung von 1951 zur türkischen Nationalität, denn damit war die Möglichkeit zur Ausreise in die Türkei verbunden. Albanien weigerte sich, Flüchtlinge aus dem Kosovo aufzunehmen, zudem bot das Wenige, was man im Kosovo über die Terrorherrschaft Enver Hoxhas in Albanien wusste, kaum einen Anreiz dorthin auszuwandern. Zwischen 1950 und 1966 wanderten mehr als 200.000 Albaner in die Türkei aus, was das demographische Gefüge im Kosovo weiter veränderte.
Wie vor dem Krieg bekamen serbische Neusiedler im Kosovo staatliche Unterstützungen. Entscheidend für den Zuzug in den Kosovo war aber, dass man hier leicht verhältnismäßig gut dotierte Stellen in der staatlichen Verwaltung bekommen konnte, die bis in die sechziger Jahre zum größten Teil mit Serben besetzt wurden. Den meisten Albanern fehlten dafür die notwendigen Qualifikationen und sie konnten diese auch nur unter Schwierigkeiten erwerben, weil es ihnen an Kenntnissen in der Staatssprache Serbokroatisch mangelte. Dies änderte sich erst in den 1950er und 1960er Jahren, als eine Generation von Albanern heranwuchs, die serbische Schulen absolviert hatte. Auch der Militärdienst in anderen Teilen Jugoslawiens trug zur Verbreitung des Serbokroatischen unter den Albanern bei.
Anders als in der Zwischenkriegszeit bemühte sich die jugoslawische Regierung nach 1945 viel intensiver um die wirtschaftliche Entwicklung des Kosovo. Es wurde viel in die Infrastruktur, in den Bergbau und in die Schwerindustrie investiert. Bezahlt wurde das mit Transferleistungen, die aus den nördlichen Teilrepubliken in die Kasse des Bundes flossen. Zu keiner Zeit jedoch konnte die kommunistische Wirtschaftspolitik im Kosovo eine selbsttragende Ökonomie und genügend Arbeitsplätze für die stark wachsende Bevölkerung schaffen. Viele Jugoslawen bekamen den Eindruck, dass ihr Geld in der albanischen Provinz sinnlos verschwendet wurde, während viele Albaner meinten, dass die Zentralregierung nicht genug für den Kosovo tun würde.

### 1966–1974
Zu einer Wende in der jugoslawischen Kosovo-Politik kam es durch machtpolitische Auseinandersetzungen im Politbüro des Bundes der Kommunisten. Während Tito allgemeine Reformen einleiten wollte, die die föderalen Elemente in den politischen Strukturen Jugoslawiens stärken sollten, opponierte Innenminister Aleksandar Ranković gegen jede derartige Veränderung. Dieser war als Befehlshaber der politischen Polizei UDBA maßgeblich für staatliche Gewaltmaßnahmen gegen die albanische Bevölkerung verantwortlich. Ranković wurde 1966 mit dem Vorwurf, die UDBA zu einem Staat im Staate ausgebaut zu haben, aus dem Politbüro entfernt und musste seinen Ministerposten abgeben.
Tito verbesserte nun schrittweise die Lage der Albaner und gestand ihnen mehr Autonomie zu. In der neuen jugoslawischen Bundesverfassung von 1974 wurde das Kosovo (wie auch die Vojvodina) als autonome Provinz und Föderationssubjekt etabliert. Die autonomen Provinzen wurden den sechs jugoslawischen Republiken in ihren Kompetenzen, ihrer Organstruktur und ihren Entscheidungsverfahren weitgehend gleichgestellt. Der Kosovo verfügte damit über eine eigene Verfassungs-, Gesetzgebungs- und Budgethoheit. Von den Republiken waren die autonomen Provinzen nur noch dadurch unterschieden, dass sie über kein Sezessionsrecht verfügten und daher auch theoretisch nicht die Möglichkeit für eine staatliche Verselbständigung besaßen.
In der Regierung und im Parteiapparat der Provinz dominierten fortan die Albaner. Albanisch wurde zweite Amts- und Unterrichtssprache, albanische Kultur wurde gefördert und es kam zur Einrichtung der Universität Priština. Aus ihr ging in den folgenden 15 Jahren eine große Zahl albanischer Akademiker hervor.

### Verfassungsrechtlicher Status 1974
Zur Autonomieregelung, die 1974 festgelegt wurde, ist auf die genaue Definition einer „Nationalität“ hinzuweisen. Gemäß sowjetisch-kommunistischer Rechtsdoktrin war eine Nation (serbokroatisch narod) eine potentiell staatsbildende Einheit, zumindest durfte die Arbeiterschaft diesen darstellen. Nationen behielten daher ein ultimatives Recht auf Abspaltung, wenn diese eine Republik innerhalb einer Föderation bildeten. Eine Nationalität (narodnost) hingegen war ein verschobener Teil einer Nation, dessen größerer Teil in einer anderen Gegend beheimatet war: Nationalitäten konnten nicht zu einer konstitutiven Nation innerhalb einer Föderation erklärt werden und ebenfalls nicht eine eigene föderale Einheit erhalten.
Das Problem der nicht-slawischen Bevölkerung innerhalb eines jugoslawischen („südslawischen“) Staates wurde bereits beim Treffen der kommunistischen Führung 1943 in Jajce (Bosnien) erörtert. Insbesondere der Status der bevölkerungsreichsten Minderheiten, der Kosovo-Albaner und der Magyaren (Ungarn) war zunächst unklar. Es wurde gemäß sowjetischer Doktrin festgelegt, dass Republiken Entitäten von Nationen darstellen sollten, im Gegensatz zu „Nationalitäten“.
Demnach erhielten diejenigen jugoslawischen „Völker“, die über keinen Nationalstaat außerhalb Jugoslawiens verfügten, ihre „Souveränität“ in Form von Republiken – dies traf für die Slowenen, Kroaten, Bosnier, Serben und Mazedonier zu. Diejenigen „Völker“ hingegen, die über einen eigenen Nationalstaat außerhalb Jugoslawiens verfügten, konnten in Jugoslawien nur den Status als „Nationalität“ beanspruchen, der für die Konstituierung einer Republik als nicht ausreichend definiert war – dies traf für die Kosovo-Albaner zu, die als „Nation“ der Albaner bereits einen eigenen Staat Albanien besaßen, dasselbe galt für die Magyaren in der Vojvodina, die als „Nation“ in Ungarn lebten.
Die Autonome Provinz Kosovo, ebenso wie die Autonome Provinz Vojvodina, wurden daher auch in der jugoslawischen Verfassung von 1974 nicht als „Sozialistische Republiken“ betrachtet, obwohl diese Einheiten nach verfassungsrechtlichen Kriterien seitdem weitestgehend Bundeseinheiten entsprachen (Sie besaßen eigene Parlamente, jeweils einen Sitz im föderalen Präsidentschaftsrat mit Vetorecht usw.). Tito gelang es durch diesen Kunstgriff, zwei weitere Stimmen im Präsidentschaftsrat zu schaffen und so seinen Einfluss zu festigen.

### 1974–1989

#### Albanisierung ab 1967/1974
Die Albaner nutzen die verfassungsrechtliche Aufwertung von 1967 und 1974 zu einer fortschreitenden Albanisierung des öffentlichen Lebens auf allen Ebenen. So etablierten sie sich durch die Besetzung wichtiger Posten in der Verwaltung, der Justiz und im Bereich der Wirtschaft. Eine neuerliche Annäherung der Führungen Jugoslawiens und Albaniens führte zu einer Anstellung von Lehrern und zur Verwendung von Schulbüchern aus Albanien. 1969 wurde die zweisprachige Universität Priština gegründet.
Die vorige Diskriminierung der Albaner im Kosovo hatte sich zu einer – wenn auch schwächer ausgeprägten – Diskriminierung gegen die Serben umgekehrt. Die im Kosovo lebenden Serben und Montenegriner sahen sich daher einer zunehmenden Marginalisierung ausgesetzt.

#### Titos Tod, Wirtschafts- und Verfassungskrise ab 1980
Misswirtschaft, Arbeitslosigkeit und Korruption kennzeichneten die Situation zu Beginn der 1980er Jahre.
Mit dem Tod Titos war die föderale Verfassungskonstruktion von 1974 in eine Krise geraten. Zu Anfang der 1980er Jahre befanden sich vor allem zwei, zudem miteinander verflochtene, politische jugoslawische Einheiten in einer schwierigen Lage:
die Republik Serbien und die Autonome Provinz Kosovo.
Die Bevölkerung des Kosovo, die in den 1960er Jahren noch in Unselbständigkeit gehalten worden war, litt nun unter ähnlichen Schwierigkeiten wie die in vielen ehemaligen Kolonialgebieten. Die Selbstständigkeit unter weitgehend kosovo-albanischer Führung hatte nicht zum erhofften Wohlstand geführt. Ganz im Gegenteil war der ökonomische Abstand zu den wohlhabenderen Republiken noch gewachsen. Von Seiten der kosovo-albanischen Bevölkerung wurde die ehemalige serbische Herrschaft für die desolate wirtschaftliche und politische Lage nach der Unabhängigkeit verantwortlich gemacht. Die emotionale Unzufriedenheit konnte leicht auf die, wenn auch nur nominelle, Zugehörigkeit zu Serbien gerichtet werden, die als Widerspruch gegenüber dem Ideal der „Unabhängigkeit“ empfunden wurde.
Mit dem Argument, sie seien nach den Serben und den Kroaten die drittgrößte Nation in Jugoslawien verlangten einige Albaner den Status eines Staatsvolks und die Loslösung Kosovos von Serbien. Die Provinz sollte gleichberechtigte Republik innerhalb der jugoslawischen Föderation werden. Die übrigen Teilrepubliken sowie die jugoslawische Bundesregierung verweigerten dies und Serbien setzte die kosovarische Provinzregierung ab.
Dieser Ausbruch der kosovo-albanischen Enttäuschung und die, zumindest teilweise, Verschiebung der Verantwortung auf Serbien führte dort nicht nur zu einer Gegenreaktion, sondern verschärfte das auch auf dieser Seite bereits wachsende Gefühl der Unzufriedenheit und Bedrohung. Das Zusammenleben zwischen Serben und Albanern verschlechterte sich zusehends. Damit wurde der mühsam zwischen den Volksgruppen hergestellte Frieden gefährdet. Soziale Unruhen unter den Albanern hatten daher in den achtziger Jahren oft ein nationales, antiserbisches Merkmal. Dadurch wuchs unter den Kosovo-Serben das Gefühl der Bedrohung durch die Mehrheit.
Spätestens nach Titos Tod im Jahr 1980 begannen die Serben im Kosovo und auch andernorts ihren Unmut darüber zu äußern. Zur selben Zeit wanderte eine große Anzahl Serben aus dem Kosovo aus (ca. 50.000 bis 1981). Ein Grund dafür mag das Gefühl gewesen sein, dass man sich nun fremd im eigenen Land fühlte, wozu nationalistische Propaganda beider Seiten beitrug. Eine wichtige Ursache – so fanden serbische Demographen 1991 heraus – war aber die schlechte Wirtschaftslage. Hinzu kam, dass die Serben ihre Privilegien aus der Zeit von vor 1966 verloren hatten und nun mit den Albanern um die Arbeitsplätze im Verwaltungsapparat konkurrieren mussten. Dadurch hatte sich die wirtschaftliche Situation der serbischen Bevölkerung, die inzwischen nur noch eine Minderheit darstellte, in kurzer Zeit deutlich verschlechtert.
Obwohl die wirtschaftlich-soziale Krise durch nationale Gegensätze begleitet war, waren die zwischennationalen (oder interethnischen) Beziehungen in Jugoslawien bis in die 1980er Jahre hinein nicht belasteter als in anderen Vielvölkerstaaten. Die Kluft zwischen den Ethnien war weniger ausgeprägt als in einigen wirtschaftlich höher entwickelten Ländern und deutlich geringer als beispielsweise in den USA. Nur zwischen (Kosovo-)Albanern auf der einen und Serben, Mazedoniern und Montenegrinern auf der anderen Seite bestanden sowohl auf albanischer wie auf südslawischer Seite massive und mitunter rassistisch geprägte Vorurteile. Bis in das Jahr 1990 hinein genoss jedoch laut Umfrageergebnissen bei der Mehrheit der jugoslawischen Bevölkerung die Zugehörigkeit zu Jugoslawien und sogar zu Europa Vorrang vor der Zugehörigkeit zur jeweiligen Republik oder Region (bei Albanern, Slowenen und Kroaten weniger ausgeprägt als beim Rest der Bevölkerung). In diesem Zusammenhang kann man die ethnischen Spannungen mehr als Folge denn als Ursache von Krise und Zerfall Jugoslawiens betrachten.
Vor dem Hintergrund der Wirtschafts- und politischen Legitimationsprobleme zeichneten sich im Verlauf der 1980er Jahre zwei gegensätzliche politische Strömungen ab. Auf der einen Seite stand eine Gruppe von Politikern vor allem in Slowenien für die Liberalisierung von Wirtschaft und Politik, auf der anderen Seite eine Gruppe unter Führung von Politikern in Serbien für Rezentralisierung und Stärkung des Bundesstaats. Im Zentrum der Kontroversen stand die jugoslawische Verfassung von 1974, mit der der Prozess der Föderalisierung des sozialistischen Jugoslawien abgeschlossen worden war. Die darin verankerte Schwächung der Bundesorgane sowie die Einrichtung eines kollektiven und dem Konsensprinzip verpflichteten Staatsoberhaupts hatten die politische Entscheidungsfindung auf föderaler Ebene erschwert und den sechs Bundesländern sowie zwei Autonomen Provinzen Kosovo und Vojvodina im Rahmen der Republik Serbien weitreichende Zuständigkeiten überantwortet.

#### Besonderheit der staatsrechtlichen Konstitution der Republik Serbien
Die Republik Serbien fühlte sich durch die Aufwertung ihrer zwei Autonomen Provinzen zu konstitutiven Teilen der Föderation besonders benachteiligt („Dreiteilung Serbiens“). Die inkonsistente territoriale Verfügungsgewalt der Republik Serbien wirkte sich im Moment der gesellschaftlichen Krise katastrophal aus. Nur für Serbien hatte der jugoslawische Staat die Konstruktion vorgesehen, dass die Republik zwar nominell eine Einheit bildete, faktisch die beiden autonomen Provinzen jedoch selbstständige Einheiten bildeten, an deren Entscheidungen die serbische Republikregierung keine direkte Mitsprache hatte. Zugleich aber hatte Zentralserbien (Serbien im engeren Sinne, also ohne die beiden autonomen Provinzen) keine eigene politische Vertretung, sondern nur die auf Republikebene, für deren Gesetzgebung die beiden Provinzen über ein Vetorecht verfügten. Verfassungsrechtlich hatte die Republik Serbien also so gut wie keinen Einfluss in der Vojvodina und im Kosovo, diese aber umgekehrt sehr wohl im Zentralserbien. Umgekehrt konnten aber die sehr großen serbischen (und sonstigen) Minderheiten in anderen Republiken Jugoslawiens keine Autonomierechte für sich in Anspruch nehmen, was für viele Serben als Beleg dafür galt, dass der Status der autonomen Provinzen vorwiegend das Ziel habe, Serbien innerhalb der jugoslawischen Föderation zu schwächen. Gefährlich wirkte sich die verfassungsmäßige Konstruktion der Republik Serbien dadurch aus, dass die schwere gesellschaftliche Krise in eine existenzielle überging, in der der extreme wirtschaftliche Niedergang, der zunehmende Zerfall des politischen Systems, die ideologische Verunsicherung und die wachsenden Gegensätze und Verteilungskämpfe immer mehr Menschen in ihrer Existenz bedrohten.

#### Beziehung von Religion und Nationalismus
Die Legitimationskrise der staatlichen Ordnung des kommunistischen Jugoslawien drückte sich seit Anfang der 1980er Jahre allmählich auch in einer Hinwendung zur Religion aus, die sich nicht allein auf die traditionellen Religionen beschränkte, sondern auch neue religiöse Gruppen und esoterische Vorstellungen einschloss. In den verschiedenen Republiken wurde darauf unterschiedlich reagiert. In Serbien wurde die verhältnismäßig schwache orthodoxe Kirche kaum mehr staatlich reglementiert, wenn sie sich politisch betätigte, was nationalistische Äußerungen einschließen konnte. In Bosnien gingen die Behörden dagegen hart gegen muslimische Nationalisten vor. Die allmählich voranschreitende islamische Rückbesinnung wurde staatlicherseits mit Argwohn betrachtet. Die Hinwendung zur Religion war insgesamt oft nationalistisch oder wurde von den Behörden von vornherein so eingeschätzt. Die mit einer Aufnahme in die EG verbundene Angst vor einem katholisch-protestantischen Europa ist in den 1980er Jahren noch kein zentrales Thema in der serbischen Öffentlichkeit gewesen, obwohl sich einige Geistliche von diesem Europa bereits Anfang des Jahrzehnts distanzierten. An Bedeutung gewann diese Haltung erst, als sich der Westen zunehmend auf die Seite der serbischen „Gegner“ stellte. Dies förderte das alte Bild des auf sich allein gestellten Serbiens, dem der „Katholizismus“ feindlich gegenüberstehe. Als Ende 1990 die Wahrscheinlichkeit das Zerbrechens der jugoslawischen Föderation immer stärker zunahm und der CIA dies für die nächsten 18 Monate voraussagte, galt vielen die alte Grenze zwischen West- und Ostrom als künftige Bruchlinie.

#### Kosovo-albanische Unruhen ab 1981
Im März 1981 löste die Polizei einen albanischen Studentenprotest in Priština für die Verbesserung des Mensaessens auf, es kam dabei nicht zur Eskalation zwischen Protestierenden und Vertretern der Staatsgewalt. Im April kam es jedoch zu gewalttätigen Demonstrationen, erneut von albanischen Studenten in Priština, aber auch in weiteren Städten. Die Motivation der Proteste trug eine stark wirtschaftliche und soziale Ausrichtung. Auslöser waren die schlechten Bedingungen an der mit über 20.000 Studenten völlig überlasteten Universität Priština, deren Unterkünfte, Hörsäle und Mensa den Anforderungen nicht mehr gewachsen waren. Neben den schlechten Lebensbedingungen begehrten die Studenten gegen die Perspektivlosigkeit auf, da viele nach dem Abschluss die Arbeitslosigkeit erwartete. Denn um die zwischen 1971 und 1981 von 18,6 auf 27,5 Prozent gestiegene Arbeitslosenquote zu verbergen, waren Jugendliche zu einer akademischen Ausbildung angehalten worden, so dass der Kosovo die höchste Rate an Studierenden in Jugoslawien aufwies, ohne dass es aber einen entsprechenden Bedarf an Akademikern gegeben hätte. Verschärfend wirkte auf die Situation, dass ein großer Teil der Studenten auf der geisteswissenschaftlichen Fakultät eingeschrieben war, auf der die Vermittlung von „nationalem Gedankengut“ eine merkliche Rolle spielte. So wiesen die Unruhen auch teilweise einen nationalistischen Charakter auf und forderten den Republikstatus für den Kosovo oder riefen zur Ablösung von Jugoslawien und zur Vereinigung mit Albanien auf. Bei der Niederschlagung der Proteste durch die Polizei kam es zu zahlreichen Toten und Verhaftungen. Für mehrere Monate wurde der Ausnahmezustand über die Provinz Kosovo verhängt. Schulen und Fabriken wurden geschlossen, eine Ausgangssperre verfügt und die gesamte Provinz abgeriegelt. Etwa 30.000 Soldaten übernahmen die Kontrolle über die neuralgischen öffentlichen Orte, das öffentliche Leben kam für einige Zeit völlig zum Erliegen.
Forscher haben mindestens fünf Untergrundgruppen gezählt, die 1981 tätig waren: Die Bewegung für die Nationale Befreiung des Kosovo, die Gruppe der Marxisten-Leninisten des Kosovo und die Rote Front setzten sich für die Vereinigung des Kosovo mit der Sozialistischen Volksrepublik Albanien ein. Die Kommunistische Partei der Marxisten-Leninisten Jugoslawiens und die Bewegung für eine Albanische Republik in Jugoslawien (Lëvizja e Republikës Shqiptare në Jugosllavi) forderten den Republikstatus für die Provinz. Die serbische Regierung beschuldigte Tirana der Unterstützung des Separatismus in Kosovo, allerdings gab es unter den Demonstranten nur wenige, die in erster Linie Unterstützer von Enver Hoxhas Regime waren. Als es so aussah, als ob die Kosovo-Regierung des Aufstandes nicht Herr werden könnte, wurde der Ausnahmezustand ausgerufen und Polizisten aus Zentralserbien rückten in Priština ein und knüppelten den Aufstand brutal nieder. Die Führung des Kosovo wurde auf Befehl Belgrads ausgewechselt. Seitdem nahmen die Spannungen zwischen Albanern und Serben stetig zu, und die Regierungsorgane auf Bundes- wie auch auf Provinzebene waren nicht in der Lage, etwas dagegen zu unternehmen. Vielmehr heizten sie den Nationalitätenkonflikt durch gegenseitige Schuldzuweisungen weiter an. Während der nächsten acht Jahre wurden insgesamt 584.373 Albaner verhaftet, verhört oder verwiesen.
Nach den Unruhen im Kosovo bildete sich ein „Komitee der Serben und Montenegriner“, das mit Petitionen und Protestversammlungen versuchte, auf die von ihnen als schlecht empfundene Lage ihrer Volksgruppe im Kosovo aufmerksam zu machen. Seine Mitglieder waren neben ansässigen Serben auch pensionierte Militärs, entlassene Polizisten und Geheimdienstler aus der Ranković-Ära sowie Kriminelle. Für seine erste Petition sammelte es zwar nur 76 Unterschriften, nach vier Jahren war die Zahl der Unterstützer jedoch auf 50.000 angewachsen.

#### Kosovo-serbische Demonstrationen ab 1983
Seit der ersten nationalistischen Massenkundgebung der Serben im Kosovo anlässlich des Todes von Aleksandar Ranković im Jahr 1983 war es zu zahlreichen Aktionen gekommen, die auf die schwierige Lage in der Provinz aufmerksam machten und eine Einschränkung der mit der Verfassungsänderung von 1974 äußerst stark erweiterten Autonomierechte forderten. Bis 1987 waren serbische Politiker jedoch mit nationalistischen Äußerungen recht zurückhaltend gewesen, auch wenn gegen solche in der Öffentlichkeit wenig vorgegangen wurde.

#### Ausgangslage im Kosovo 1986
Im Mai 1986 wurde Slobodan Milošević Präsident des Bundes der Kommunisten Serbiens. Milošević war lange Zeit als Mitglied des Zentralkomitees des BdKJ und als Direktor der Belgrader Bank politisch unauffällig geblieben und wurde als westlich orientierter Reformer eingeschätzt, der sich gegen die Vertreter bürokratisch erstarrter Institutionen behaupten werde. Als ehemaliger Direktor der Belgrader Bank verfügte er über gute internationale Beziehungen, insbesondere in die USA. Viele trauten ihm die Kompetenz zu, das marode ökonomische System der in Misskredit geratenen Vertreter der wirtschaftlichen und politischen Nomenklatur zu reformieren.
Noch vor dem 13. jugoslawischen Parteikongress Mitte Juli 1986 wurde die Einsetzung gemischter Kommissionen der Provinz, der Republik Serbien und des jugoslawischen Bundes als erste außerordentliche Bundesmaßnahme im Kosovo beschlossen. Die Kommissionen sollten das Gerichts- und das Unterrichtswesen überprüfen, vor allem auch die Immobilienverkäufe seit 1980, und standen in plausiblem Zusammenhang mit der Lage der Region. Auch im staatlichen serbischen Fernsehen und Radio war bis Mitte der 1980er Jahre zunehmend und intensiver über den Kosovo berichtet worden, ohne eine nationalistische oder mythisierende Richtung einzuschlagen.

#### Machtaufstieg Miloševićs 1987
Im April 1987 kam eine Gruppe serbischer und montenegrinischer Aktivisten in Belgrad an, um den Präsidenten und KP-Vorsitzenden Serbiens Ivan Stambolić einzuladen, wegen der zunehmenden Probleme in der Provinz Kosovo die Lage vor Ort zu begutachten. Stambolić, der selbst nicht mit nationalistischen Angelegenheiten konfrontiert werden wollte, sandte für die heikle Aufgabe Milošević.
Am 24. April 1987 besuchte Milošević in diesem Zusammenhang das Kulturhaus in Kosovo Polje, nachdem er sich vier Tage zuvor mit den Anführern dieses Komitees abgesprochen haben soll und eine landesweite Fernsehübertragung sichergestellt hatte. Während seiner Rede inszenierten Mitglieder des Komitees vor dem Kulturhaus eine Schlägerei mit der mehrheitlich albanischen Polizei. Vor laufenden Kameras beschwerten sich Serben bei Milošević, dass sie von der albanischen Polizei geschlagen würden.
Nach erstem Zögern äußerte Milošević darauf vor der versammelten Menge und in die laufende Kamera die Worte: „Niemand darf euch schlagen!“, die als Bruch mit der bis dahin eingehaltenen kommunistischen Linie der Unterdrückung nationalistischer Haltungen angesehen werden konnten und, rasch und vielfach wiederholt und verbreitet durch die Medien des Landes, seinen Ruf als Nationalist und Aufstieg zum Führer der Serben förderten.
Innerhalb des Bundes der Kommunisten Serbiens setzte sich nach einem Richtungsstreit mit gemäßigten Kräften im September 1987 Miloševićs Fraktion bürokratischer Hardliner durch, die einen zentralistischen und zunehmend nationalistischen Kurs anstrebten. Nach September 1987 stellten sich die regimetreuen Medien massiv hinter die Forderung zur Einschränkung der Autonomie der serbischen Provinzen Kosovo und Vojvodina.

#### Serbische Machtübernahme im Kosovo 1988/1989
Seit Mitte 1988 wurden in der Vojvodina, in Serbien und in Montenegro Massendemonstrationen („Meetings der Wahrheit“ oder kurz „Meetings“) organisiert, auf denen sich die nationalistische Stimmung hochsteigerte. Sie zogen bis September nicht selten jeweils 100.000 bis 300.000 Teilnehmer an, am 19. November in Belgrad schließlich sogar geschätzte 350.000 bis 1,3 Millionen Teilnehmer. Der öffentliche Druck wurde in den Jahren 1988 und 1989 zu einem Kernbestandteil der Politik.
Im Oktober 1988 kam es zu ersten Erfolgen in der Einschränkung des bisherigen Autonomiestatus, als nach Massendemonstrationen von Serben und Montenegrinern mit 15.000 Teilnehmern im Kosovo führende Politiker im Kosovo aus der Partei ausgeschlossen wurden. Dabei handelte es sich um den ehemaligen Vizepräsidenten Fadil Hoxha und sechs weitere hochrangige Parteifunktionäre albanischer und serbischer Nationalität, darunter die führenden albanischen Politiker Azem Vllasi und Kaqusha Jashari. Azem Vllasi wurde durch den ebenfalls kosovo-albanischen, aber bei Kosovo-Albanern unpopulären Rahman Morina ersetzt, der schon 1981 für die gewaltsame Niederschlagung der Unruhen verantwortlich gezeichnet hatte. Auf die Absetzung führender Politiker im Kosovo folgten im November 1988 Streiks in Trepča.
In anderen Landesteilen Jugoslawiens wurde die politische Führung durch Massenproteste der Bevölkerung gestürzt. So gab die Parteiführung der serbischen Provinz Vojvodina am 5. Oktober 1988 dem Druck von 100.000 Demonstranten in der Hauptstadt Novi Sad und dem der Parteizentrale nach und trat zurück. Auch in Montenegro trat am 11. Januar 1989 die gesamte Führung (Staats- und Parteipräsidium, Parlamentspräsident, Führung des Sozialistischen Bundes und Mitglieder der gesamtjugoslawischen Staats- und Parteiführung) zurück, als 80.000 bis 150.000 Menschen in Titograd (heute wieder: „Podgorica“) gegen die schlechte Wirtschaftslage und das Missmanagement demonstrierten. Nur mit Geldern aus der jugoslawischen Bundeskasse war der Staatsbankrott in der vorangegangenen Zeit verhindert worden, während über ein Sechstel der Einwohner nach amtlichen Angaben unterhalb der Armutsgrenze lebten.
Ein Versuch der serbischen Kommunisten, auch die jugoslawische Parteiführung zu übernehmen und den BdKJ-Vorsitzenden
Stipe Šuvar zu stürzen, misslang allerdings Ende Januar 1989.
Im Februar 1989 folgten auf den über Zusatzbestimmungen erzielten Rückbau der Autonomierechte Hungerstreiks der Bergarbeiter in Trepča und schließlich Generalstreik und Solidaritätskundgebungen mit den streikenden Bergarbeitern von Trepča. Eine albanische Großkundgebung konnte am 26. Februar 1989 300.000 Teilnehmer aufbieten. Der slowenische Parteiführer Milan Kučan stellte sich gegen die von Milošević vertretene Forderung, die Hintermänner der Streiks zu verhaften und hielt am Abend des 27. Februar 1989 eine auch vom jugoslawischen Fernsehen live übertragene Rede, in der er den Streik der Bergleute im Kosovo als Verteidigung Jugoslawiens und seiner Republiken bezeichnete. Der Chef des serbischen Fernsehens, Dušan Mitević, kommentierte die Rede Kučans für die serbischen Fernsehzuschauer als Verteidigung des Separatismus im Kosovo und in Slowenien. Nachdem diese TV-Übertragung schon in der folgenden Nacht die Menschen in Belgrad zu Demonstrationen veranlasste, fand am 28. Februar in Belgrad mit etwa einer Million Teilnehmern das „Meeting of the meetings“ statt, auf dem ein rigoroses Vorgehen im Kosovo gefordert wurde. Noch bevor an diesem Tag die offizielle Entscheidung über das Vorgehen im Kosovo gefällt werden sollte, hatten sich schon am frühen Morgen Tausende für diesen Tag von der Arbeit freigestellte Arbeiter aus den Vororten auf den Weg in die Stadt begeben. Der Staatspräsident Jugoslawiens, Raif Dizdarević, wurde bei einer Ansprache von der Menge ausgepfiffen und ließ das Parteipräsidium nachgeben und den Einsatz der jugoslawischen Volksarmee im Kosovo bevollmächtigen. Am 1. März 1989 wurde der Ausnahmezustand über den Kosovo verhängt, und es wurden Truppen in die Provinz entsendet.
Im März 1989 wurden gesetzliche Zusatzbestimmungen für die serbische Verfassung erlassen, die die Autonomie faktisch beseitigten: Am 23. März hatte dazu das Parlament des Kosovo unter starker Präsenz von Militär und Spezialpolizei für die neue serbische Verfassung gestimmt, allerdings ohne die üblicherweise notwendige Zweidrittelmehrheit. Die Delegierten der Provinz Vojvodina hatten bereits vorher in diesem Sinn abgestimmt. Am 28. März wurde die Verfassungsänderung einstimmig vom serbischen Parlament in Belgrad angenommen. Damit entschied die serbische Führung künftig in ihren Autonomen Provinzen nicht nur in Fragen des Rechtswesens, der Wirtschaftsplanung und der inneren wie äußeren Sicherheit, sondern auch in kulturellen Angelegenheiten. Im Mai 1989 wurde durch eine weitere Änderung der serbischen Verfassung festgelegt, dass zukünftige Verfassungsänderungen nicht mehr der Zustimmung der beiden Autonomen Provinzen bedürfen.
Die Ausweitung der serbischen Kontrolle hatte am 27. und 28. März die schwersten Unruhen seit Kriegsende zur Folge, die bürgerkriegsähnlichen Charakter trugen. Laut Amnesty International sollen bei der Niederschlagung der gewalttätigen Aufstände und Demonstrationen 140 Menschen getötet worden sein.
Das Wiederaufleben des nationalen Gedankenguts trug wesentlich zur Stärkung der serbisch-orthodoxen Kirche bei. Von Herbst 1988 bis Winter 1989 wurden die sterblichen Überreste des Fürsten Lazar durch die Kirche an zahlreiche „heilige“ Orte in serbisch besiedelten Regionen gebracht. Vielen Menschen drückten bei der Ankunft der Reliquien ihre religiös-nationale Verehrung aus. Als Höhepunkt der Feierlichkeiten unter Vorsitz der serbisch-orthodoxen Kirche fand am 28. Juni 1989 die 600-Jahr-Feier der Schlacht auf dem Amselfeld statt, die mit großem Aufwand und unter reger Beteiligung der Bevölkerung verrichtet wurde. Die etwa 15-minütige, sogenannte Amselfeld-Rede, die Slobodan Milošević anlässlich der Feier im Kosovo am 28. Juni 1989 vor vermutlich über einer Million Menschen hielt, wird gerne als Vorbote des Krieges im ehemaligen Jugoslawien dargestellt. Dabei wurde insbesondere von westlichen Medien stark polarisiert, mit fehlerhaften Informationen über den Inhalt der Rede berichtet und hervorgehoben, dass Milošević in der Rede mögliche Kämpfe angekündigt habe. Der Zusammenhang ist allerdings komplizierter und sticht nicht aus den bereits seit 1987 verwendeten Metaphern des Krieges hervor, wie sie beispielsweise schon vor der Amselfeldrede von dem slowenischen Parteiführer Milan Kučan verwendet worden waren, der mit Blick auf das 8. Plenum des Zentralkomitee des serbischen BdK 1987 gewarnt hatte: „Das Kosovo kann schon bald zu einem Libanon auf dem Balkan werden“.

## Der Zerfall Jugoslawiens
Im Sommer 1989 besserte sich die wirtschaftliche Lage in Bezug auf die Industrieproduktion, die Exporte und die Schuldentilgung deutlich, doch konnte die die Bevölkerung unmittelbar betreffende Inflation nicht gedämpft werden, worauf es zu Streiks kam. Im September 1989 verankerte die wirtschaftlich bessergestellte jugoslawische Republik Slowenien in ihrer neuen Verfassung das Recht, den jugoslawischen Staatsverband zu verlassen. Als Gründe wurde in der Presse diskutiert, dass sich Slowenien einerseits vor wie im Kosovo vorgenommenen Verfassungsänderungen schützen wolle und andererseits kein Interesse daran habe, die serbische Politik im Kosovo mitzufinanzieren, an dieser aber keine Mitsprache zu haben. In der Folge eskalierten die Spannungen zwischen Slowenien und Serbien, nachdem auch das jugoslawische Militär gegen die Unabhängigkeitsbestrebungen Sloweniens ausgerichtet war, ab Dezember 1989 zu einem Wirtschaftskrieg innerhalb des jugoslawischen Bundes.
Die Idee einer sozialistischen Gesellschaft war 1989 bereits einer nationalistisch ausgerichteten Politik der verschiedenen Republikführungen gewichen. So löste sich der BdKJ ab Herbst 1989, beginnend in Slowenien, nach und nach auch in den anderen Republiken auf, bis er seinen Führungsanspruch in Staat und Gesellschaft Anfang 1990 endgültig preisgab. Es wurden mehr und mehr unabhängige, zunächst meist sozialdemokratische Organisationen und Parteien gegründet, die aber nur allmählich anerkannt wurden. Die Auflösung der Partei, die weitgehend die Basis der jugoslawischen Staatsföderation gewesen war, entzog dem Staat seine Grundlage, zumal mit Ausnahme der neuen Partei des seit März 1989 amtierenden Ministerpräsidenten Ante Marković keine bedeutende Instanz mehr bestand, die als gesamtjugoslawische
Kraft aufgetreten wäre. Zu den für April 1990 angesetzten ersten freien Wahlen auf jugoslawischer Bundesebene kam es schon nicht mehr.
Den wirtschaftlichen Konflikten zwischen den jugoslawischen Republiken und der Auflösung der ehemals verbindenden sozialistischen Organisation standen zunehmend identitätsstiftende religiöse und nationale Strömungen in den einzelnen Landesteilen Jugoslawiens gegenüber. So waren bereits 1988 die Reliquien Lazar aus dem Kloster Ravanica in den Kosovo gebracht und von der serbischen Bevölkerung überall feierlich empfangen worden. Im Juni 1989 wurde die
600-Jahr-Feier der mythisch überhöhten Schlacht auf dem Amselfeld begangen, die als nationalistisches Fest aufgefasst wird. Im Oktober 1989 nahmen an der Feier anlässlich der Rückverbringung der sterblichen Überreste des montenegrinischen Königs Nikola I. nach Montenegro Zehntausende Menschen teil, darunter Abgesandte des europäischen Hochadels und erstmals auch offiziell Mitglieder der serbischen Dynastie Karađorđević. Bei der Exhumierung von Toten aus dem Zweiten Weltkrieg im Jahr 1990, vor allem in Kroatien und Bosnien-Herzegowina, wurde das erstmals öffentlich gezeigte Leid der Angehörigen der Opfer von Verbrechen landesweit und intensiv über die Medien mit der aktuellen Situation in Jugoslawien verbunden. Damit einhergehende Rehabilitierung und sogar Verehrung nationalistischer Führer und Personen aus dieser Zeit signalisierten das Bestreben, an diese Tradition anzuknüpfen, zumal den Rehabilitierungen keine Aufarbeitung des Zweiten Weltkriegs voranging.
Führende slowenische und kroatische Politiker traten immer ablehnender gegenüber der serbischen Politik im Kosovo auf. So schloss der slowenische Ministerpräsident Dušan Šinigoj nicht aus, dem Kosovo den Status einer eigenen Republik zu geben. Auf kroatischer Seite sprach sich Franjo Tuđman nach seinem Wahlsieg sogar offen dafür aus, den Kosovo-Albanern die territoriale Autonomie und den Status einer „Nation“ zu geben. Tuđman bezog sich in der nationalistisch sehr aufgeladenen Situation ausdrücklich auf Ante Starčević, dem Ideologen eines Großkroatiens, und trat mit der Äußerung hervor, er sehe im „Unabhängigen Kroatischen Staat“ der faschistischen Ustascha einen Ausdruck der „alten und nie erfüllten Sehnsucht des kroatischen Volkes nach einem selbständigen Staat“. Die gegenwärtigen Grenzen in Jugoslawien stelle er zu Gunsten Kroatiens infrage.
Slowenien bewegte sich Mitte 1990 zielstrebig aus der jugoslawischen Föderation hinaus. Das slowenische Staatspräsidium genehmigte Ende Juni 1990 die Vorbereitung einer neuen Verfassung. Milan Kučan unterstrich, dass Slowenien allenfalls noch Mitglied einer Konföderation sein werde. Am 2. Juli erhob das slowenische Parlament Anspruch auf die Kontrolle des jugoslawischen Militärs auf seinem Territorium und kündigte an, eine eigene Spionageabwehr aufzubauen, die Grenzübergänge durch die eigene Polizei überwachen zu lassen und innerhalb eines Jahres ein unabhängiges Rechtssystem sowie eine eigene Außen-, Wirtschafts- und Informationspolitik zu betreiben. Es erklärte diejenigen Teile der jugoslawischen Bundesverfassung, die mit der slowenischen Verfassung nicht übereinstimmten, für künftig ungültig. Die slowenische Regierung begegnete dem Vorwurf von Seiten des jugoslawischen Staatspräsidiums und des jugoslawischen Bundesparlaments, die jugoslawische Verfassung zu brechen, mit der Erklärung, dass die jugoslawische Verfassung bereits durch das Vorgehen Serbiens im Kosovo gebrochen sei. Auch die Aufhebung der Bestimmungen, die für slowenische Gesetze den Vorrang vor jugoslawischen Bundesgesetzen proklamiert hatten, durch den jugoslawischen Volksgerichtshof am 11. Januar 1991 blieb ohne Auswirkung, da auch diese Bundesinstitution nur noch eingeschränkt anerkannt wurde.
Die Armee reagierte auf diese Desintegration schon im Frühjahr 1990 mit dem Versuch, die Waffen der Territorialverteidigung der einzelnen Republiken unter Verschluss zu nehmen. Nur in Slowenien kam es dagegen zum Widerstand. Am 13. Juni 1990 fand in Belgrad mit 30.000 bis 50.000 Teilnehmern die bis dahin größte antikommunistische und gegen Milosevic gerichtete Demonstration statt. Die serbischen Medien wurden eingeschränkt unter Druck gesetzt oder schikaniert, was einen offenen öffentlichen Austausch über die Probleme des Landes zusätzlich erschwerte und die Verbreitung der Regierungssicht in der Bevölkerung förderte. Diese Übergriffe waren auch später autoritär, nicht aber totalitär, da sie immer auch Spielräume für oppositionelle Meinungen freiließen.
Während der auseinandertreibenden Entwicklung in Jugoslawien, die seit Mitte 1990 auch zunehmend Kroatien umfasste, blieb die Bundesregierung von Ante Markovic sehr zurückhaltend und beschränkte sich fast ausschließlich auf die Wirtschaftspolitik, deren Spielraum durch den immer aggressiver geführten Wirtschaftskrieg eingeengt wurde. In Kroatien feierte die HDZ zum Palmsonntag 1990 den Nationalisten Franjo Tuđman mit katholisch-christlichem Pathos als neuen Führer der Kroaten und trat in der Regierung nach dem Wahlsieg betont nationalistisch auf, während die serbischen Kroaten auf den kroatischen Machtwechsel und die öffentliche Rückbesinnung auf den faschistischen kroatischen Staat mit Protestaktionen reagierten. Am Vidovdan 1990 wurde einerseits die Forderung des Burgermeisters von Knin, Milan Babić, nach einer kommunalen Verwaltungseinheit der überwiegend serbisch besiedelten kroatischen Gebiete von lokalen SDS-Führern zur Resolution erklärt, während die HDZ andererseits einen Entwurf für eine neue kroatische Verfassung veröffentlichte, der die Loslösung Kroatiens vom Kommunismus und die Herabstufung der Serben von einem Staatsvolk zu einer Minderheit ankündigte. Ausgelöst durch eine Anordnung der kroatischen Regierung, die Miliz wieder mit dem im faschistischen Ustascha-Regime verwendeten Namen Redarstvo zu benennen und das Stern-Abzeichen an den Polizeimützen durch das aus Sicht vieler Serben dem nationalsozialistischen Hakenkreuz entsprechende Schachbrettwappen (Šahovnica) zu ersetzen, verweigerten serbische Polizisten auf dem Gebiet der südkroatischen Krajina (spätere Republik Serbische Krajina) der neugewählten Regierung ihre Loyalität, worauf Mitte August 1990 die sogenannte Baumstammrevolution begann, während der die kroatischen Serben den Slogan „Ovo je Srbija“ („Das hier (dieses Gebiet) ist Serbien“) verwendeten.
Die Wahlen im November und Dezember 1990 bestätigten die regierenden nationalistischen Kräfte in Montenegro und Serbien. In Bosnien-Herzegowina kamen nun ebenfalls nationalistische Kräfte an die Macht, wenn auch aufgeteilt in drei getrennte Parteien für die bosnischen Muslime, die Serben und die Kroaten. Nur in Mazedonien behaupteten sich die Kommunisten, die dort keinen nationalistischen Kurs aufgenommen hatten. Damit hatten die Wähler weitgehend die Parteien bestätigt, die eine weitere Verschärfung der Gegensätze betrieben und das Auseinanderbrechen des Staates immer wahrscheinlicher machten. Einen weiteren Schritt zur Aufteilung Jugoslawiens stellte die Abstimmung der Wähler in Slowenien dar, die sich am 23. Dezember 1990 für die Unabhängigkeit Sloweniens aussprachen, während das Staatspräsidium, die Bundesregierung und das Bundesparlament dies verurteilten.
In Kroatien wurde im Dezember auch die neue kroatische Verfassung verabschiedet, die den Serben den Status des „zweiten Staatsvolks“ entzog und ihr den Status der „Minderheit“ zuwies. Zugleich wurde die notwendige Zweidrittelmehrheit bei nationalitätenpolitischen Beschlüssen des kroatischen Parlaments abgeschafft. In der inzwischen von Ängsten und Aggressionen gekennzeichneten Atmosphäre blieb das spätere Angebot der kroatischen Regierung, den Serben kulturelle Autonomie und lokale Selbstverwaltung zu gewähren, unbeantwortet. Die serbische Bevölkerung sagte sich vielmehr als „Autonomes Gebiet der Krajina“ von Kroatien los, um in einem Staatenbund mit der „Mutterrepublik“ Serbien verbleiben zu können. Es kursierten Gerüchte über die Schaffung einer großserbischen Lösung. Während sich Slowenien und Kroatien auf Bundesebene darauf vorbereiteten, den gemeinsamen jugoslawischen Staat zu verlassen, beanspruchten jetzt die serbischen Führer sowohl in Kroatien als auch in Bosnien auf Republikebene das Recht für tatsächlich oder vermeintlich überwiegend serbisch bewohnte Regionen, die im Entstehen begriffenen Staaten zu verlassen. Beide grundsätzlichen Absetzungsbewegungen verstärkten sich einander wechselseitig. Ende Januar 1991 spitzte sich die Lage weiter zu, als die HDZ die Bürger zur Kampfbereitschaft aufrief und im jugoslawischen Fernsehen Aufnahmen gezeigt
wurden, die den kroatischen Verteidigungsminister Martin Špegelj und Innenminister Josip Boljkovac bei einer Unterredung mit dem Angehörigen einer Sondereinheit zeigten, wie sie von der „physischen Liquidation“ von Personen, die
auf einer „schwarzen Liste“ stünden, sprechen und wie der kroatische Verteidigungsminister ankündigt, aus der – damals noch mehrheitlich serbisch besiedelten Stadt Knin „Hackfleisch“ zu machen. Die darauf folgende Forderung des Staatspräsidenten Borisav Jović, gegen Špegelj Ermittlungen einzuleiten, wurde von der kroatischen Regierung abgelehnt. Die Lebenssituation für Serben in Kroatien verschlechterte sich zunehmend und es kam zu Entlassungen ohne Angabe von Gründen.
Ab der Jahreswende 1990/1991 gab es wohl keine funktionierende Institution des jugoslawischen Bundes mehr. Das Staatspräsidium kam im sogenannten „erweiterten Rahmen“ zusammen, das heißt in Anwesenheit der Präsidenten der Republiken. Etwa ab März trafen sich diese unabhängig vom Staatspräsidium, zumal dieses immer stärker von seinem Vorsitzenden, dem serbischen Vertreter Jovic, manipuliert wurde, mit dem die serbische Republik im Mai 1990 turnusgemäß nach dem verfassungsmäßigen Rotationsprinzip für ein Jahr die Präsidentschaft des jugoslawischen Staatspräsidiums übernommen hatte. Das Staatspräsidium war oberster Befehlshaber der Armee und unterstützte in dieser Funktion die Serben in Knin beratend bei ihrem Widerstand gegen die kroatischen Unabhängigkeitsbestrebungen.
Die politische Instabilität verschlechterte die wirtschaftliche Lage weiter. Der IWF lehnte die Gewährung weiterer dringend benötigter Kredite ab, solange die jugoslawische Bundesregierung nicht den Nachweis erbringen konnte, über einen wirksamen Mechanismus zur Durchsetzung ihrer Wirtschaftspolitik zu verfügen. Am 19. Juni 1991 scheiterte die Verabschiedung eines Bundes-Haushalts am Einspruch Sloweniens und Kroatiens. Beide Republiken weigerten sich, weiterhin Gelder für die Bundesverwaltung und für die Armee bereitzustellen. Ohne die internationalen Kredite standen jedoch nach amtlichen Angaben über 1500 Betriebe mit insgesamt über 700.000 Beschäftigten vor dem Konkurs.
Am 25. März 1991 trafen sich Tuđman und Milošević zur Karađorđevo-Vereinbarung, wo sie sich über ihre territorialen Interessen verständigt haben sollen. Aber bereits Ende April/Anfang Mai begannen bürgerkriegsähnliche Zusammenstöße zwischen kroatischen Milizen und der jugoslawischen Bundesarmee, nachdem Kroatien am 19. Mai per Referendum entschieden hatte, sich von Jugoslawien abzulösen und eine einvernehmliche Auflösung des Bundesstaats zugunsten der Gründung von souveränen Einzelstaaten anzustreben. Zur gleichen Zeit ersetzte die serbische Regierung den Vertreter des Kosovo, der noch von der alten Provinzführung bestimmt worden war, durch den ihr gemäßen Sajda Bajramović und sicherte sich damit endgültig die Hälfte der Stimmen im Staatspräsidium, wodurch jede von ihr nicht gebilligte Entscheidung unmöglich wurde.
Die Warnungen von US-Außenminister James Baker am 21. Juni 1991, die USA würden unter keinen Umständen die Unabhängigkeit anerkennen, blieben in Kroatien und Slowenien ohne Wirkung. Am 25. Juni erklärten sich beide Republiken für unabhängig, blieben aber noch im währungs- und sicherheitspolitischen Verbund. Bereits am 26. Juni begann der kurze Slowenienkrieg mit Zusammenstößen zwischen der jugoslawischen Volksarmee und slowenischen Streitkräften. Es schlossen sich der Kroatienkrieg und der mehrjährige Bosnienkrieg statt, während derer es zur Vertreibung Hunderttausender Menschen der verschiedenen Ethnien und zu zahlreichen Kriegsverbrechen auf allen Seiten kam.
Die EG, die KSZE/OSZE und die UNO lösten dabei den Umgang mit den beteiligten Konfliktparteien und mit den kriegerischen Auseinandersetzungen letztlich nicht und etablierten sich nicht als friedensstiftende Instanzen in der Region.
Zu einer Wende kam es, als die USA in das Konfliktgeschehen des Bosnienkrieges eingriffen und mit ihr die NATO, die nach dem Ende des Kalten Krieges in eine Orientierungs- und Legitimationskrise geraten war und sich gerade ein neues sicherheitspolitisches Aufgabenfeld zu geben versuchte. Im Unterschied zu der EG legten sich die USA bei der Schuldzuweisung deutlich auf die serbische Seite fest. Die hohe Stringenz bei ihrer Androhung und Ausführung von militärischer Gewalt gegen die bosnischen Serben verschafften den USA ein verstärktes Ansehen als Interventionsmacht mit Durchsetzungsvermögen.
Die Komponenten Gewaltandrohung, rasches und entschlossenes Handeln, unzweideutige Festlegung auf einen Schuldigen des Konfliktes und amerikanische Dominanz wurden zu einem Paradigma der westlichen Krisenintervention in der Jugoslawienkrise. Mit dem Beginn der Eskalation im Kosovokonflikt im Jahr 1997 griff der Westen schnell auf dieses Interventionsparadigma zur vermeintlichen Lösung der Krise zurück. Die Bedingungen des Konflikts im Kosovo unterschieden sich jedoch in vielen Bereichen gravierend von denen in Bosnien und Herzegowina. Besonders schwer wog, dass die NATO im Kosovo ohne Mandat des UN-Sicherheitsrates als selbsternannte und eigenmächtige Interventionsmacht handelte. Da eine völkerrechtliche Legitimation fehlte, wurde eine neue Doktrin der „humanitären Intervention“ geschaffen. Demnach begründete die NATO ihren Krieg unter Bruch des Völkerrechts mit dem Verweis auf eine moralische Verpflichtung, eine angeblich drohende „humanitäre Katastrophe“ abzuwenden.

## Kosovo während der Ära Milošević (1989–1999)

### Einschränkung der Autonomie
Nach der Zustimmung des kosovarischen Parlaments am 23. März 1989 zur Änderung der serbischen Verfassung war die Autonomie der serbischen Autonomen Provinzen Kosovo und Vojvodina faktisch aufgehoben worden. Über das Kosovo wurde der Ausnahmezustand verhängt, wozu auch willkürliche Verhaftungen ohne juristische Basis oder Beistand gehörten. Über 200 Albaner wurden in Isolationshaft gebracht und dort teilweise misshandelt.
In Serbien gab es jedoch auch Kritik an der staatlichen Kosovo-Politik. Der serbische Soziologe und Oppositionspolitiker Zoran Đinđić schrieb 1988:

„Es wäre falsch, zu glauben, das Konstitutionsproblem Serbiens (werde) durch eine Rückkehr des Kosovo unter seine (Serbiens) staatliche politische Obhut gelöst. Dann... (wird) der Kosovo in jedem künftigen serbischen Staat eine permanente Quelle der Repression sein. Serbien kann sich als politische Gemeinschaft nur konstituieren, wenn seine Grenzen durch den Willen seiner (faktischen und potentiellen) Einwohner festgelegt sind.“

### Maßnahmen zur Serbisierung und Zentralisierung 1990
Wie in anderen Landesteilen im Vorfeld der Jugoslawienkriege verschärfte sich die Situation auch im Kosovo 1990. Kosovo-albanischen Demonstrationen mit bis zu 40.000 Teilnehmern, die am 24. Januar begannen, und bei deren gewaltsamer Begegnung durch jugoslawische Sicherheitskräfte etwa 30 Menschen starben, folgten antialbanische Demonstrationen im Süden Jugoslawiens Ende des Januar 1990. Im Februar wurden Panzer, Kampfflugzeuge und am 21. Februar auch erstmals die Bundesarmee eingesetzt. Als es erneut zu Toten kam, erklärten sich die Bundesbehörden schließlich bereit, das Vorgehen der Polizei zu untersuchen. Der serbische Innenminister Radmilo Bogdanović beschuldigte Slowenien der Duldung von Waffentransporten aus Italien und Ungarn an die Aufständischen.
Nach Vergiftungserscheinungen kosovo-albanischer Schulkinder in Podujevo und Kosovska Mitrovica im Frühjahr 1990, die von serbischer und kosovo-albanischer Seite zu gegenseitigen Bezichtigungen geführt hatten, übernahm die serbische Regierung die Polizei im Kosovo, entließ 200 albanische Polizisten und setzte über 2500 serbische an ihre Stelle. Der albanische
Polizeichef, der Premierminister des Kosovo sowie sechs seiner Minister traten zurück. Nachdem die serbische Regierung am 17. April bekanntgab, die Polizeigewalt im Kosovo vollständig übernommen zu haben, wurde der seit Februar 1989 bestehende Ausnahmezustand aufgehoben und über hundert albanische politische Gefangene freigelassen.
Im Frühjahr 1990 beschloss das serbische Parlament zwei Programme, die die Richtlinien für die Serbisierung des Kosovo festlegten: das Programm für Frieden, Freiheit, Gleichheit, Demokratie und Wohlfahrt (22. März 1990) und das
Entwicklungsprogramm zur Beendigung der Emigration und zur Rückkehr von Serben und Montenegrinern. Die innere Sicherheit des Kosovo wurde dem serbischen Innenministerium zugewiesen, welches die Einrichtung einer Sonderpolizei, wie sie unter Ranković bestanden hatte, beschloss. Neben der Sonderpolizei existierten auch nationalistische Freischärlerverbände, wie beispielsweise die Paramilitärs des als „Arkan“ bekannten Željko Ražnatović, oder die „Weißen Adler“ von Vojislav Šešelj, die mit Hausdurchsuchungen Geld und Wertgegenstände von der Bevölkerung erpresst haben sollen.
Im Frühsommer 1990 spitzte sich die Lage im Kosovo weiter zu, nachdem die Behörden am 26. Juni begonnen hatten, eine Reihe neuer serbischer Dekrete zu erlassen, die durch das Gesetz über die Aktivitäten von Organen der Republik unter außerordentlichen Umständen begründet waren. Die albanischen Behörden im Kosovo wurden weitgehend suspendiert und durch serbische ersetzt, die Akademie der Künste und Wissenschaften des Kosovo wurde geschlossen und Tausende Staatsangestellte entlassen. Die Rundfunk- und Fernsehsender sowie die albanischsprachige Presse wurden von serbischen Anstalten übernommen und ihre albanischen Mitarbeitern entlassen. Zudem wurde im Frühsommer 1990 eine neue serbische Verfassung verabschiedet, die dem Kosovo die Gesetzgebungsbefugnis entzog.
Am 2. Juli 1990 erklärten darauf 114 der 123 kosovo-albanischen Abgeordneten des Kosovo-Parlaments (insgesamt hatte das Parlament 180 Abgeordnetensitze) das Gebiet zu einer gleichrangigen und unabhängigen Einheit innerhalb der jugoslawischen Föderation. Am 7. September nahmen sie später einstimmig eine neue Verfassung an, die das Kosovo als siebte Republik Jugoslawiens definierte. Das serbische Parlament erklärte dagegen am 5. Juli die Entscheidung vom 2. Juli für nichtig und löste Parlament und Regierung des Kosovo auf, behielt aber den Vertreter der Provinz, den es für seine Politik auf Bundesebene benötigte, im Staatspräsidium. Mehrere Zehntausend Kosovo-Albaner traten daraufhin in den Streik, gegen
den die serbischen Sicherheitskräfte gewaltsam vorgingen. Am 10. Juli verließ der Vertreter des Kosovo das jugoslawische Staatspräsidium.
Am 26. Juli 1990 wurde das Gesetz zur Regelung der Arbeit unter besonderen Bedingungen erlassen, das die Beschäftigung nicht-albanischer Arbeiter weiter förderte und harte Strafen für Streikende vorsah. Etwa 70 Prozent der in der Verwaltung und der öffentlichen Wirtschaft beschäftigten Albaner sollen ihre Arbeit verloren haben, weil sie verweigerten, dieses Gesetz schriftlich anzuerkennen. Es kam zur Stilllegung sowohl unrentabler als auch rentabler Betriebe. Kosovo-Albaner wurden aus dem Management rentabler Betriebe entfernt. Mit einem neuen Gesetz wurde bestimmt, dass für jeden Albaner ein Serbe beziehungsweise Montenegriner im Betrieb einzustellen sei. Die Vereinigung kosovarischer Unternehmen mit serbischen führte einem Zusammenbruch der Wirtschaft. Als markantestes Beispiel gilt der Konkurs der Bank des Kosovo, bei dem 66.000 Devisen-Sparguthaben in einem geschätzten Umfang von rund 100 Millionen US-Dollar von der staatlichen Jugobanka konfisziert wurden, ohne dass die Verpflichtungen gegenüber den Sparern eingelöst wurden. Verweigerten kosovo-albanische Arbeiter und Angestellte schriftlich ihr Einverständnis mit der serbischen Politik zu erklären, wurde ihnen ebenfalls gekündigt, wovon
innerhalb eines Jahres etwa 45 Prozent von ihnen betroffen waren. Einige Jahre später sollen es 90 Prozent gewesen sein.
Ende 1990 verschärfte sich die Situation im Kosovo weiter. An den Schulen wurde der neue serbische Lehrplan übernommen. Albanische Sprache, Geschichte und Literatur wurden daher auf ein Mindestmaß reduziert, und für die Einschreibung an einer Oberschule mussten künftig Aufnahmeprüfungen in serbischer Sprache und Literatur abgelegt werden. Im Dezember 1990 durften albanische Lehrer und Schüler ihre Schule nur betreten, wenn sie ihr Einverständnis zu diesem neuen Lehrplan erklärten, worauf sie begannen private Schulen aufzubauen. Zu Beginn des Sommerhalbjahres wurde der Zugang zu den Grundschulen zwar wieder geöffnet, da die jugoslawische Verfassung den Grundschulbesuch vorschrieb, doch fand der Unterricht von kosovo-serbischen und kosovo-albanischen Kindern in getrennten Räumlichkeiten statt. 1990 führte die serbische Regierung auch an der Universität von Priština die serbischen Lehrpläne ein, was zusammen mit der Serbisierung des Schulunterrichts erneut zu Protesten führte, in deren Folge viele Kosovo-Albaner verhaftet wurden.

### Gewaltfreier Widerstand und Schattenstaat der Albaner
Nach der mit der Verfassungsänderung einhergehenden faktischen Aufhebung der Autonomie des Kosovo waren Gesetzgebung und Rechtsprechung im Kosovo mittels verschiedener gesetzlicher Bestimmungen serbischen Behörden übertragen, die Polizei dem serbischen Innenministerium unterstellt und den serbischen Behörden mit Hilfe eines weiteren Ausnahmegesetz im Juni 1990 der direkte Eingriff in die Verwaltung des Kosovo erlaubt worden. Die kosovo-albanischen Abgeordneten des Kosovo-Parlaments hatten zunächst mit der Ausrufung der Provinz Kosovo zur siebten Republik im jugoslawischen Staatsverband reagiert, worauf Serbien das Parlament am 5. Juli 1990 aufgelöst hatte und anschließend praktisch alle albanischen Führungskräfte entlassen wurden.
Im September 1990 rief nun das kosovarische Parlament mit der „Kaçanik-Verfassung“, in der großzügige Minderheitenrechte gewährt wurden, die „Republik Kosova“ aus und wählte Ibrahim Rugova zu ihrem ersten „Präsidenten“. Im September 1991 stimmten über 90 % der Kosovo-Albaner bei einem Referendum für die Unabhängigkeit ihrer Provinz, diese wurde jedoch nur von Albanien mit Einschränkungen anerkannt. Im Mai 1992 wurden Präsidentschafts- und Parlamentswahlen abgehalten, aus denen Rugova und die Demokratische Liga des Kosovo (LDK) als Sieger hervorgingen.
In der Folgezeit begann unter der Führung von Rugovas LDK, der inzwischen die meisten albanischen früheren BdKJ-Mitglieder beigetreten waren, der Aufbau eines Parallelstaats (Polykratie). Weil serbische Institutionen boykottiert wurden, organisierte der Schattenstaat albanische Schulen, medizinische Versorgung, öffentlichen Nahverkehr und Hilfe für Bedürftige. Finanziert wurde er unter anderem durch Abgaben der kosovo-albanischen Diaspora. Die etwa 500.000 kosovo-albanischen Arbeitsmigranten in West- und Mitteleuropa führten mindestens 3 % ihres Einkommens an die LDK ab. Im Jahr 1997 wurden 28 Millionen Deutsche Mark offiziell als Einnahmen verbucht.
Die serbische Politik gegenüber dem Kosovo, die zu albanischen Parallelstrukturen geführt hat, ist teilweise irreführend als „Apartheidsystem“ bezeichnet worden. Doch handelte es sich dabei tatsächlich nicht, wie der Begriff suggeriert, um ein von der serbischen Regierung verfügtes System der ethnischen Trennung, sondern um ein von den Kosovo-Albanern angesichts der Aufhebung ihrer politischen und kulturellen Autonomie und ihrer wirtschaftlichen Benachteiligung selbst aufgebautes System. Auch die albanische Seite hatte kein Interesse an einem Kompromiss gezeigt, der zu einer gemeinsamen Lösung geführt hätte.
Insbesondere slowenische Politiker, wie der im Jahr 1989 amtierende jugoslawische Staatschef Janez Drnovšek, sahen in der serbischen Kosovo-Politik ein zunehmendes Hindernis für die von ihnen gewünschte Integration Jugoslawiens in europäische Organisationen. Dadurch wurde der Zerfall Jugoslawiens beschleunigt.
Die serbische Polizei schikanierte zwar einzelne Albaner, im Übrigen tolerierten die serbischen Behörden jedoch den Schattenstaat, auch die unter den Polizisten weit verbreitete Korruption schwächte die Staatsorgane. Die serbische Opposition stimmte zwar in der Kosovo-Frage weitgehend mit der Regierungspolitik überein, die Möglichkeit einer Zusammenarbeit wurde von Rugova und der LDK aber auch niemals ausgelotet. Kosovo-albanische Kritiker der LDK wie Veton Surroi und Adem Demaçi warfen Rugova zunehmend eine passive, starre und erfolglose Politik vor.

### Vom Dayton-Vertrag zum Kosovokonflikt

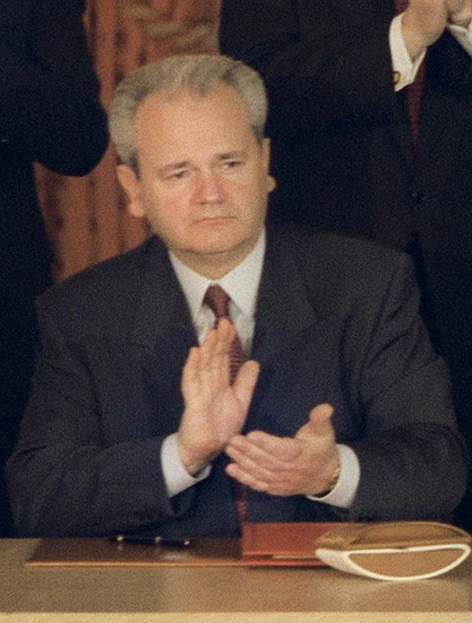
Präsident Slobodan Milošević nach der Unterzeichnung des Dayton-Abkommens 1995

An der Den Haager Jugoslawien-Konferenz waren keine Vertreter des Kosovo beteiligt. Nachdem mit dem Dayton-Vertrag die serbischen und kroatischen Eroberungen in Bosnien faktisch anerkannt wurden, wuchs bei den Albanern die Unzufriedenheit mit der gewaltfreien Politik Rugovas. Zunächst kam es im Winter 1996 und 1997 zu Studentendemonstrationen in Priština, die ohne die Einwilligung Rugovas stattfanden. Die Studenten verlangten die Rückgabe der Universitätsgebäude. 1996 verübte eine Splittergruppe, die Lëvizja Kombëtare për Çlirimin e Kosovës (LKÇK), mehrere Bombenanschläge auf Lager für serbische Flüchtlinge aus Bosnien. Auch die UÇK trat mit Bekennerschreiben zu Bombenanschlägen zum ersten Mal an die Öffentlichkeit. Die Ursprünge der militanten Gruppen liegen im Dunkeln, wahrscheinlich gehen sie auf albanische Widerstandszellen der frühen Achtziger zurück, die ideologisch an Enver Hoxhas albanischem Marxismus-Leninismus orientiert waren und formierten sich zu Beginn der 1990er Jahre. Mit dem Zusammenbruch der Staatsautorität in Albanien 1997 („Lotterieaufstand“) erhielten sie die Chance, sich zu bewaffnen und im Norden Albaniens, an der Grenze zum Kosovo, Trainingslager und Rückzugsgebiete einzurichten. Die bewaffneten Auseinandersetzungen zwischen serbischen Staatsorganen und den zunächst schlecht organisierten und bewaffneten albanischen Guerilleros nahmen daraufhin zu.

### Kosovo-Konflikt und Kosovo-Krieg ab 1997
Etwa ab November 1997 gingen die Auseinandersetzungen in der serbischen Autonomen Provinz Kosovo in eine bewaffnete innerstaatliche Auseinandersetzung über, in der die albanische Rebellenorganisation UÇK sich nach den taktischen Prinzipien eines Bürgerkriegs ausrichtete, und in welche die NATO ab dem 24. März 1999 mit einer Militär-Intervention eingreifen sollte. Weder die jugoslawische Führung noch andere Regierungen behandelten jedoch die gewaltsame Endphase des Kosovo-Konflikts ab Ende 1997 als einen Bürgerkrieg. Die UÇK wurde zunächst sowohl von der jugoslawischen Regierung als auch von westlicher Seite als terroristische Organisation angesehen, später aber insbesondere auf Betreiben der USA als gleichberechtigter Verhandlungspartner behandelt und gefördert.

#### Innerstaatliche bewaffnete Auseinandersetzung
Am 28. November 1997, dem albanischen Nationalfeiertag, trat die UÇK auf dem Begräbnis eines im Polizeigewahrsam gestorbenen albanischen Lehrers zum ersten Mal in der Öffentlichkeit auf. Am 4. Januar 1998 verkündet die UÇK, sie sei die bewaffnete Kraft der Albaner, die bis zur Vereinigung des Kosovo mit Albanien kämpfen werde.
Im Februar 1998 griff die serbische Sonderpolizei MUP mehrere Dörfer in der Region Drenica mit dem Ziel an, Adem Jashari, einen UÇK-Führer, zu töten. Bei den Angriffen auf die Dörfer Donji Prekaz und Qirez wurden 87 Albaner, darunter 29 Frauen, Kinder und Alte, getötet. Nach diesem sogenannten „Massaker von Drenica“ schalteten sich internationale Organisationen in den Konflikt ein.
Die Balkan-Kontaktgruppe und die OSZE verurteilten die Gewaltanwendung und riefen beide Seiten zum Dialog auf. Das serbische politische Spektrum war den Albanern gegenüber zu dieser Zeit grundsätzlich feindlich gestimmt (bis auf die kleine Partei der zivilen Allianz). Ein typisches Beispiel für die öffentliche Stimmungsmache war etwa ein Kommentar zur Kosovo-Debatte von Aleksa Djilas (der im Westen sogar als liberaler Intellektueller bezeichnet wurde). Dessen Kommentar in der Aprilausgabe des nationalistischen Belgrader Magazins Argument trug den Titel:

„Was auch immer Israel den Palästinensern antun kann, dürfen auch die Serben gegenüber den Albanern“

Ein im April 1998 abgehaltenes Referendum über die Frage, ob ausländische Vertreter im Kosovokonflikt vermitteln dürften, sprach sich die Mehrheit, wie bereits abzusehen war, dagegen aus. Die im darauffolgenden Monat stattgefundenen Gespräche zwischen Rugova und Milošević in Belgrad wurden demzufolge bald abgebrochen.
Die Kampfhandlungen im Kosovo gingen weiter, bereits Ende August gab es nach Angaben von UNHCR und IKRK 160.000 Binnenflüchtlinge. Im September 1998 forderte der UNO-Sicherheitsrat den Rückzug der serbischen Einheiten (Resolution 1199), gleichzeitig drohte die NATO Serbien erstmals mit Luftschlägen (ACTWARN-Erlass). Im Oktober wurde das „Holbrooke-Milošević-Abkommen“ unterzeichnet, in dem die Entsendung einer OSZE-Beobachtermission vereinbart wurde. Es trat auch zunächst eine Entspannung der Situation ein, und die Mehrzahl der Binnenflüchtlinge kehrte in der Folge wieder zurück. Die UÇK nutzte die Waffenpause zu ihren Vorteil und errichtete in offener Provokation gegenüber den Serben erneut ihre Herrschaft über viele Stellungen, die von den im Zuge des Abkommens verlegten serbischen Truppen geräumt worden waren.

#### „Massaker von Račak“ 1999
Als am 16. Januar 1999 beim Dorf Račak mindestens 40 Leichen mit Schusswunden gefunden wurden, warf der Leiter der OSZE-Mission, der US-Amerikaner William G. Walker, noch bei der ersten Begehung des Fundortes in Gegenwart der Weltpresse den serbischen Sicherheitskräften vor, ein Massaker an 45 Zivilisten und damit ein Verbrechen gegen die Menschlichkeit begangen zu haben. Zweifel an der These eines Massakers kamen insbesondere auf, weil die Toten nicht wie von Walker nahegelegt aus Nahdistanz erschossen wurden. Eine nach Kriegsende durchgeführte gerichtsmedizinische Untersuchung bestätigte zwar die Zweifel an einem stattgefundenen „Massaker“, doch wurden die auf der Pressekonferenz am 17. März 1999 vorgestellten Zwischenergebnisse in einer noch am 17. März erschienenen OSZE-Pressemitteilung als Bestätigung der Tötung von mindestens 40 unbewaffneten Zivilisten dargestellt, in der Öffentlichkeit ganz überwiegend als Bestätigung für ein Massaker aufgefasst und dienten vielfach zur Legitimierung eines härteren Vorgehens besonders der USA und einiger NATO-Staaten gegenüber der serbisch-jugoslawischen Seite. Die US-Regierung forderte eine sofortige Militärintervention, EU und Balkan-Kontaktgruppe sprachen sich noch für eine vorgeschaltete Konferenz aus.

#### Vertrag von Rambouillet 1999
Der Druck auf die Konfliktparteien wurde verstärkt, am 6. Februar 1999 wurde die Konferenz von Rambouillet einberufen und als letzte Chance für eine friedliche Lösung dargestellt. Das dort am 23. Februar vorgelegte Friedensabkommen sah eine weitgehende Selbstverwaltung des Kosovo bei Verbleib im serbisch-jugoslawischen Staatsverband vor. Nach drei Jahren sollte eine internationale Konferenz endgültig über seinen Status entscheiden. Die Einhaltung des Abkommens sollte, wie im Dayton-Vertrag, durch NATO-Truppen überwacht werden. Die kosovo-albanische Delegation unterzeichnete das Abkommen am 18. März 1999, obwohl ihrer Forderung nach einer Volksabstimmung über die staatliche Zukunft Kosovos nicht stattgegeben wurde. Die serbische Delegation stimmte zwar allen die albanische Seite betreffenden Forderungen zu, wie Waffenstillstand, Beendigung der gemeinen Übergriffe gegen die Kosovo-Albaner und friedliche Koexistenz. Doch lehnten die Serben die Unterzeichnung des Vertrages mit Verweis auf den der Öffentlichkeit bis Verhandlungsende vorenthaltenen Annex B des Vertrags ab, da ihrer Ansicht nach das darin der NATO eingeräumte Recht des „freien und unbeschränkten Verkehrs und des unbehinderten Zugangs in der gesamten Jugoslawischen Föderation“ eine nicht akzeptable Besetzung des Landes durch NATO-Truppen bedeutet hätte. Am 24. März begannen daraufhin die Luftangriffe der NATO auf Serbien.

#### NATO-Militärintervention 1999

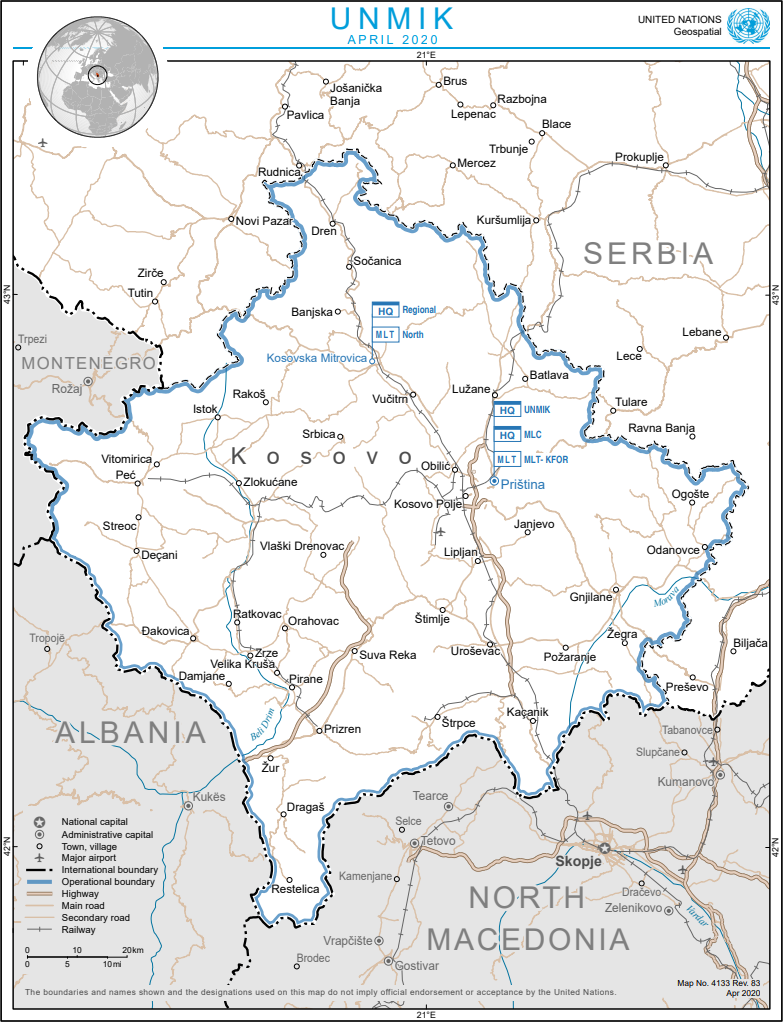
Karte der UNMIK-Stützpunkte

Die NATO-Luftangriffe gegen Jugoslawien zwangen Slobodan Milošević schließlich zum Einlenken. Da bei den NATO-Luftangriffen nicht nur serbische militärische Ziele angegriffen wurden, sondern auch serbische Kraftwerke, Fabriken, Brücken, Bürogebäude sowie durch Fehlabwürfe auch Wohnhäuser und Flüchtlingskonvois, kamen dadurch nach einer Untersuchung des Kriegsverbrechertribunals in Den Haag etwa 500 Serben und Albaner ums Leben.
Der Rückzug der jugoslawischen Armee beendete vorerst die blutigen Auseinandersetzungen im Kosovo. Am 10. Juni 1999 beschloss der UNO-Sicherheitsrat in seiner Resolution 1244 die Einsetzung einer zivilen Übergangsverwaltung (UNMIK) und die Entsendung einer Friedenstruppe (KFOR), zu deren Aufgaben die Gewährleistung der Rückkehr der Flüchtlinge, die Entwaffnung der Konfliktparteien und der Aufbau von Institutionen zur Selbstverwaltung des Kosovo gehörten. Das Kosovo wurde somit vorläufig eine Art Protektorat der Vereinten Nationen. Am 12. Juni erfolgte ein russischer Vorstoß nach Priština und der Einmarsch der NATO-Truppen.
Laut Informationen des Flüchtlingshilfswerks UNHCR sind nach dem Abzug der jugoslawischen Truppen rund 250.000 Menschen aus dem Kosovo vertrieben worden, wohingegen die Schätzungen des jugoslawischen Außenministeriums sogar eine Zahl von ca. 350.000 nennen. Die Mehrzahl der Vertriebenen bestand aus Serben sowie Roma, Juden, Türken und anderen Minderheitengruppen. Für Massenmorde und Vergewaltigungen durch serbische Truppen und systematisch betriebenen Vertreibung von Kosovo-Albanern wurden im Februar 2009 fünf serbische hochrangige Beamte zu langjährigen Strafen durch den Internationalen Gerichtshof in Den Haag verurteilt.
Schätzungen über die Zahl der während des Konfliktes 1998/1999 Getöteten schwanken zwischen 9000 und bis zu 15.000. Das Kriegsverbrechertribunal in Den Haag befasst sich zurzeit mit den Geschehnissen.

## Kosovo zwischen Krieg und Unabhängigkeitserklärung

### Situation der Minderheiten nach dem NATO-Krieg bis Mitte März 2004

#### Menschen- und bürgerrechtliche Situation der Minderheiten
Zehntausende Serben hatten sich nach dem Ende des Krieges beeilt, noch vor der Rückkehr ihrer früheren kosovo-albanischen Nachbarn mit den abziehenden jugoslawischen Truppen aus dem Kosovo zu flüchten. Die folgenden Gewaltexzesse insbesondere gegen die serbische, aber auch gegen andere Minderheiten der Region bestätigten im Nachhinein ihre Befürchtungen. Am 3. August 1999 beanstandete die Menschenrechtsorganisation Human Rights Watch, die KFOR stelle keinen ausreichenden Schutz der Serben und Roma im Kosovo zur Verfügung, welche Übergriffen, zumeist von Seiten der UÇK, ausgesetzt seien. Die langjährige Chefanklägerin des Haager Tribunals (ICTY) Carla Del Ponte erhob 2008 schwere Vorwürfe an die Justiz und Politik im Kosovo, Hinweisen auf von der UÇK begangenen Organraub und -handel im Kosovo, deren Opfer vorwiegend Kosovo-Serben und -Roma gewesen sein sollen, nicht verfolgt zu haben. 2010 wurden die Vorwürfe durch zweijährige Ermittlungen für den Europarat bekräftigt.
Am 20. August 1999 berichtete die UN-Flüchtlingskommissarin Sadako Ogata, dass 170.000 der 200.000 Serben aus der Provinz geflüchtet seien. Nach Angaben der Serbisch-Orthodoxen Kirche waren über 40 Kirchen geplündert oder zerstört worden. In der kosovo-albanischen Öffentlichkeit wurde Serben in der Regel pauschal unterstellt, Kriegsverbrecher zu sein, die kein Recht hätten, im Kosovo zu leben. Während nahezu alle Kosovo-Albaner innerhalb von Wochen nach Ende der Kämpfe zurückgekehrt sein sollen, so solle dies für die meisten der geflüchteten Serben trotz der Anstrengungen der UNMIK nach mehr als vier Jahren noch nicht der Fall gewesen sein.
Auch die Situation der im Kosovo verbliebenen Serben und Roma, von denen nach Schätzungen Amnesty Internationals 90 Prozent arbeitslos waren, war – wie Polónyi es ausdrückt – „erbärmlich“. Im Juni 1999 wurden Serben zudem von allen Jobs in der Verwaltung und in den staatseigenen Betrieben ausgeschlossen. Unter der Gefahr von Angriffen extremistischer Kosovo-Albaner wagten sich Angehörige von Minderheiten oft nicht mehr aus ihren Siedlungen hinaus. Nach Angabe von Cedda Prlincević, dem mit einer Serbin verheirateten Vorsteher der jüdischen Gemeinde in Priština, der im Sommer 1999 geflüchtet war, behandle die UÇK unterschiedslos alle als Kollaborateure, die die Abtrennung des Kosovo von Serbien nicht unterstützten. Die gesamte nicht albanische Bevölkerung sei von der Vertreibung betroffen.
Als Veton Surroi, Herausgeber der kosovo-albanischen Tageszeitung Koha Ditore, die gewalttätigen Vertreibungen als „organisierte und systematische Einschüchterung aller Serben“ bezeichnete und als ungerechtfertigt und „faschistisch“ verurteilte, riefen radikale Kräfte indirekt auf, ihn zu ermorden. Eine Statistik der UNMIK über ethnisch motivierte Gewalt von Mitte Oktober 1999 belegte trotz der hohen Dunkelziffer allein für die vier vorangegangenen Monate eine „schockierende“ Anzahl an Morden, Entführungen, Plünderungen und Brandstiftungen.
Ein UNHCR Bericht vom 3. November 1999 fasste für die Lage der Minderheiten im Kosovo zusammen: „Es herrscht ein Klima der Gewalt und Gesetzlosigkeit ebenso wie der weit verbreiteten Diskriminierung, Schikanierung und Einschüchterung der nicht-albanischen Bevölkerung. Die Kombination von fehlender Sicherheit, eingeschränkter Bewegungsfreiheit und mangelndem Zugang zu öffentlichen Einrichtungen (insbesondere im Erziehungswesen, dem Gesundheitswesen und der Auszahlung von Renten) ist gegenwärtig der bestimmende Faktor vor allem für Serben, aber auch andere nicht-albanische Gruppen, das Kosovo zu verlassen“.
Die Gefährlichkeit der Situation wurde von dem Verhalten vieler Nichtregierungsorganisationen noch gefördert, von denen sich nach dem Ende des NATO-Krieges eine große Anzahl im Kosovo etabliert hatte. Sie lehnten in der Regel eine Zusammenarbeit mit Serben ab und so gab es kaum Bemühungen, Patrouillen aufzustellen und den Schutz von Zivilisten zu verbessern. Unter den durch den Krieg noch verstärkten Bedingungen einer antiserbischen Stimmung westlicher Organisationen und durch die enge Zusammenarbeit vieler Hilfsorganisationen mit den Medien im Dienste der Förderung von Spendeneinnahmen war die Unparteilichkeit der humanitären Hilfe nicht gegeben.
Der Großteil der serbischen Bevölkerung des Kosovo konzentrierte sich nach dem Krieg im Nordteil der Stadt Kosovska Mitrovica (alban.: Mitrovica), in den umliegenden Dörfern sowie in Enklaven rund um Kosovo Polje (Fushë Kosovë), Peć (Peja), Gračanica (Graçanica), Gnjilane (Gjilan), Orahovac (Rahovec) und Obilić (Obiliq), wurde aber im weiteren Verlauf und insbesondere mit den März-Pogromen von 2004 aus einigen dieser Orte weiter verdrängt wie beispielsweise in Kosovo Polje oder in Obilić. Im Vergleich zur statistisch gesehen sehr jungen kosovo-albanischen Bevölkerung ist auch die Überalterung der kosovo-serbischen Bevölkerung auffällig. Selbst im Falle einer wesentlichen Verbesserung der Sicherheitslage der Kosovo-Serben und im Falle von Fortschritten in Bezug auf die Rückkehr der Flüchtlinge ist aufgrund der demografischen Unterschiede zu den Kosovo-Albanern eine zunehmende Marginalisierung der Kosovo-Serben in den kommenden Jahrzehnten gemessen an ihrem Bevölkerungsanteil im Kosovo zu erwarten.
Die Roma und die mit ihnen verwandten Aschkali und Kosovo-Ägypter, die schon seit der faktischen Aufhebung der Autonomie der Provinz Kosovo seit 1990 einer „aggressiven Serbisierung“ ausgesetzt und vereinzelt Opfer serbischer Übergriffe geworden waren, wurden seit dem Ende des NATO-Krieges und dem Beginn der Besetzung des Kosovo durch die KFOR regelrecht durch die Kosovo-Albaner verfolgt und in verheerender Weise als Kollaborateure der Serben und Verräter an den Kosovo-Albanern behandelt. Sie hatten meist den Militärdienst in der jugoslawischen Armee nicht verweigert und waren daher auch an Militäraktionen gegen Kosovo-Albaner beteiligt gewesen. Roma hatten sich teilweise an Plünderungen beteiligt und waren häufig dem Bund der Kommunisten Jugoslawiens beigetreten, was ihre Arbeitsplatzchancen erhöht hatte. Zudem waren sie von der serbischen Regierung an deren Delegation in Rambouillet beteiligt worden, um die „hegemonialen Ansprüche“ der Albaner anzufechten. Im November 1999 wurde im Auftrag der Gesellschaft für bedrohte Völker von dem Niederbrennen von Häusern der Roma sowie von Entführungen und Morden an ihnen berichtet. Die internationalen Hilfsorganisationen hätten an der katastrophalen Lebenssituation der Roma wenig geändert, da deren Personal vorwiegend aus Albanern bestehe, die versuchten, die Weiterverteilung an Roma zu verhindern. Die in Priština verbliebenen Romafamilien hätten aufgrund von fortgesetzten Angriffen seit über einem halben Jahr nicht gewagt, ihre Häuser zu verlassen.
Nach Einschätzung des IWPR haben seit Mitte Juni 1999 120.000 Roma den Kosovo verlassen. Von den vor Beginn des Konflikts auf 150.000 geschätzten Roma sollen Ende Juli 1999 nur noch 10.000 verblieben sein. Ende 2002 waren nach Schätzungen nur noch 15.000 Angehörige von kleineren Minderheiten im Kosovo verblieben, die nahezu alle arbeitslos waren und in ihren Siedlungen inzwischen wie in Ghettos lebten, aus denen sie sich kaum herauswagten. Unter diesen Bedingungen wurden deutlich weniger gewalttätige Übergriffe verzeichnet. Von den 19.000 in ihrem Besitz befindlichen Häusern sollen 14.000 noch immer zerstört gewesen sein, während die bewohnbaren Häuser oft von Kosovo-Albanern besetzt waren. Die albanischen Gerichte unterstützten die Rechte der nicht albanischen Eigentümer in der Regel nicht.
Neben vielen einzelnen Gewalttaten kam es zu Bluttaten mit vielen Toten wie der Erschießung von 14 Personen im Alter zwischen 15 und 60 Jahren bei der Erntearbeit in Staro Gračko vom 23. Juli 1999 (sogenanntes „Erntemassaker“) oder dem sogenannten „Niš-Express-Bombenattentat“ (auch „Niš-Express-Massaker“) vom 16. Februar 2001. Bei der Aufklärung der schweren Verbrechen (einschließlich der besonders schweren Verbrechen wie dem „Erntemassaker“, dem „Niš-Express-Massaker“, dem „Fluß-Massaker von Goraždevac“ vom 13. August 2003 oder wie der Ermordung der Familie Stolić in Obilić von Juni 2003) wurden laut UNMIK-Pressesprecherin Susan Manuel sowie laut UNMIK-Polizeisprecher Derek Chappell aufgrund der fehlenden Unterstützung der Bevölkerung keine großen Erfolge erzielt. So wurde im Jahr 2012 auch der einzige Verdächtige für das „Niš-Express-Massaker“, dessen jüngstes der zwölf Opfer zwei Jahre alt war, aus Mangel an Beweisen freigesprochen.
Im Frühjahr 2003 veröffentlichte Amnesty International einen Jahresbericht, nach dem die serbische Bevölkerung in dem mit umfangreichen Sonderbefugnissen von der UNMIK verwalteten Protektorat Kosovo gewalttätigen Übergriffen ausgesetzt war und auch den anderen nicht albanischen Einwohnern des Kosovo „grundlegende Menschenrechte“ verweigert sowie die Wahrnehmung „bürgerlicher, politischer, sozialer, wirtschaftlicher und kultureller Rechte“ vorenthalten wurde, während für Täter „fortdauernde Straflosigkeit“ herrschte. Im Sommer 2003 hatte eine Anschlagserie auf Bewohner der serbischen Enklaven im Kosovo begonnen. Eine Rückkehr der geflüchteten Minderheiten schloss Amnesty International unter den gegebenen Bedingungen als „unmöglich“ aus. Auch nach Ursula Rütten waren 2003 ethnisch motivierte Gewaltakte weiterhin „an der Tagesordnung“ und traten gegenüber Serben in der Opferbilanz nur in dem Maße zurück, in dem sich die Serben in ihren von KFOR-Checkpoints bewachten Enklaven verschanzten oder davon absahen, von ihrem Recht auf Rückkehr in ihre Häuser zu den albanischen Nachbarn abzusehen.
Ein Bericht der Gesellschaft für bedrohte Völker von November 2004 fasst zusammen: „In dem Zeitraum von 1999 bis zu den Pogromen im März 2004 gab es so gut wie keine Verhaftungen von Tätern, die für etliche, wahllose Morde an den Minderheitenangehörigen im Kosovo verantwortlich waren. Nach Schätzung des Leiters des GfbV-Teams im Kosovo haben die Minderheiten der Serben, Roma, Aschkali und anderen über 1 000 Tote seit 1999 zu beklagen. (von Januar bis November 2003 wurden nach Angaben des UNHCR zwölf Serben ermordet, im Jahr davor fünf.)“

#### Zustand, Behandlung und Gefährdung von Kulturgütern
Die Gewaltakte von kosovo-albanischer Seite richteten und richten sich nicht nur gegen die kosovo-serbische Bevölkerung. Seit dem Abzug der serbischen Truppen gab es auch zahlreiche Anschläge gegen serbische Kulturdenkmäler des Kosovo, insbesondere gegen orthodoxe Kirchen und Klöster. Unersetzliche Kunstschätze wie das Patriarchenkloster Peć, das Kloster Visoki Dečani oder das Kloster Gračanica erfordern den ununterbrochen Schutz von KFOR-Einheiten, um gezieltem „Vandalismus“ von kosovo-albanischer Seite zu begegnen. In den Jahren 1999 und 2000 gab es im Kosovo verschiedene Missionen des Internationalen Komitee vom Blauen Schild (Association of the National Committees of the Blue Shield, ANCBS) hinsichtlich Kulturgüterschutz (Museen, Archive, Bibliotheken etc.).
Im Januar 2003 wurde von serbischer Seite eine Bilanz der Gewaltakte gegen serbische Kunstschätze und historische Bauwerke gemeldet, nach der von 372 nach internationalen Kriterien unter Denkmalschutz stehenden Kulturgütern, von denen 49 aus dem Mittelalter stammen, 21 Kulturdenkmäler der ersten und zweiten Kategorie und 31 der dritten Kategorie zerstört worden seien, ohne dass die KFOR-Truppen dies verhindert oder unterbunden hätten.
Ein auf Grundlage der gemeinsamen Arbeit jugoslawischer und italienischer Fachleute (Architekten, Historiker, Konservatoren, Ethnologen etc.) erstellter Bericht versuchte 2003 die Aufmerksamkeit der örtlichen und internationalen Öffentlichkeit auf den „alarmierenden Zustand“ des Kulturgutes im Kosovo zu lenken und Maßnahmen für Schutz, Erhaltung und Revitalisierung der zerstörten, beschädigten und gefährdeten Kulturgüter in Übereinstimmung mit internationalen Konventionen und Standards anzubieten. Von den im Bericht erfassten kategorisierten, geschützten und anerkannten Kulturmonumenten der christlich-orthodoxen und der islamischen Sakralarchitektur und landesspezifischen Architektur waren 40 Objekte zerstört oder verwüstet. 13 dieser zerstörten Monumente gehören zum Kulturgut der „ersten Kategorie“ (also von herausragender Bedeutung). Es handelt sich bei ihnen um Kirchen aus dem 13. Jahrhundert oder aus der Periode zwischen dem 14. und 16. Jahrhundert. Alle verwüsteten Monumente christlichen Ursprungs wurden beschädigt oder – häufiger – zerstört, nachdem zivile und militärische Kräfte der Vereinten Nationen im Juni 1999 in der Provinz Kosovo angekommen waren. Der Bericht konstatiert, dass in Metochien zahlreiche kulturelle Monumente von höchstem Wert für das europäische und nationale Erbe existieren, für die in den meisten Fällen kein Schutz bereitgestellt werde. Das Ausmaß der Zerstörung an Kulturgütern sei beispiellos in der europäischen Geschichte und der „Vandalismus“ dauere – mit Ausnahme einiger weniger von der KFOR geschützten Sakralobjekte – weiter an.
Zu den zerstörten Kulturgütern von herausragender Bedeutung gehört in der Gemeinde Dečani das Haus Brvnara Danilovića (Danilović’s log cabin) in Loćane, in der Gemeinde Đakovica die Kirche Crkva Svetog Nikole (The Church of St. Nicholas) in Đurakovac, in der Gemeinde Istok der Stambena Kula Tomića (Tomić’s Residential Tower) in Koš, in der Gemeinde Klina die Kirche Crkva Sv. Nikole (The Church of St. Nicholas) in Čabići, das Kloster Manastir Svetog Petra i Pavla (The Monastery of St. Peter and Paul) in Dobra Voda, das Kloster Manastir Vavedenja Bogorodice (The Monastery of the Presentation of the Holy Virgin in the Temple) in Dolac und die Kirche Crkva Svete Petke (The Church of St. Paraskeve) in Drsnik, in der Gemeinde Mališevo die Kirche Crkva Svetog Nikole (The Church of St. Nicholas) in Kijevo, und die Kirche Crkva Svetog Nikole (The Church of St. Nicholas) in Mlečane, in der Gemeinde Suva Reka die Kirche Crkva Svete Bogorodice Odigitrije (The Church of the Virgin Hodegetria) sowie das Kloster Manastir Svete Trojice (Monastery of the Holy Trinity) in Mušutište und die Kirche Crkva Svetog Đorđa (The Church of St. George) in Rečane, sowie in der Gemeinde Uroševac die Kirche Manastir Svetih Arhanžđela (The Monastery of Holy Archangels) in Gornje Nerodimlje.

### März-Unruhen 2004
Vom 17. bis zum 19. März 2004 kam es in dieser Ausgangssituation im Kosovo zu einem erneuten Ausbruch ethnischer Gewalt mit pogromartigen Ausmaßen.
In mehreren Orten kam es zwischen dem 17. und 19. März 2004 zusammen (je nach Quelle) zu mindestens 19 Toten, darunter 11 Kosovo-Albaner und 8 Serben, und rund 1000 Verletzten. Über 4000 Menschen (vorwiegend Serben) mussten aus ihren Häusern fliehen oder wurden vertrieben. Neben Kosovo-Serben waren auch Roma und Aschkali betroffen. Rund 600 bis 800 überwiegend serbische Häuser und weitere von Aschkali und Roma sowie zehn Verwaltungsgebäude wurden – oftmals in Anwesenheit der KFOR – in Brand gesetzt oder zerstört. Mindestens 22 orthodoxe Gotteshäuser wurden aus- oder niedergebrannt sowie 11 Kirchen und Klöster zum Teil schwer beschädigt. Über 50.000 Personen nahmen an diesen Gewalttätigkeiten teil.
Albanische Medien hatten ab dem 16. März, also unmittelbar vor und während der hauptsächlich gegen die Kosovo-Serben gerichteten Pogrome, in verantwortungsloser Weise mit emotionsüberladenen, einseitigen, und nationalistischen Sensationsberichten die Stimmung angeheizt, indem sie den Tod von zwei oder drei ertrunkenen albanischen Kindern am 16. und 17. März ins Licht eines von Kosovo-Serben verschuldeten, ethnisch motivierten Verbrechens gestellt hatten. Für diese Behauptungen hatten die albanischen Medien die Ergebnisse einer polizeilichen Untersuchung nicht abgewartet, die die Anschuldigungen an die Serben als haltlos zurückwies.
Offenbar haben sowohl die UNMIK-Polizei als auch die deutsche KFOR-Einheit, zumindest in Prizren, sehr lange gebraucht, um überhaupt am Ort des Aufruhrs zu erscheinen, obwohl die deutsche KFOR-Einheit von dem albanischen Menschenrechtsaktivisten Bashkim Hisari informiert worden war. Eine vom serbischen Kultusministerium in Zusammenarbeit mit dem (vertriebenen) Museum von Priština 2004 veröffentlichte Studie konstatiert, die Ausschreitungen trügen alle Merkmale eines Pogroms. Tausende von Albanern, die von bewaffneten extremistischen Gruppen und Mitgliedern des Kosovo-Schutzkorps angeführt worden seien, hätten eine „systematische ethnische Säuberung“ der verbliebenen Serben in der ganzen Region durchgeführt, begleitet von der Zerstörung von Häusern, Besitz, kulturellen Monumenten und christlich-orthodox-religiösen Standorten. Die zivilen und militärischen internationalen Kräfte hätten sich „verblüfft“ und „überrascht“ gezeigt, obwohl die Serbisch-Orthodoxe Kirche, insbesondere die orthodoxe Diözese von Raška und Prizren, im Vorfeld versucht habe, auf die Situation aufmerksam zu machen.
Der offensichtliche Hass von Kosovo-Albanern richtete sich bei diesen Ereignissen erstmals auch deutlich gegen die UNMIK, gegen die in Prizren „Unmik armik!“ („Unmik, unser Feind!“) skandiert worden sein soll. Mehr als hundert Angehörige der UNO-Polizei KPS sollen verletzt worden und in Kosovska Mitrovica das Personal der UNO evakuiert worden sein.
Der Bericht der Gesellschaft für bedrohte Völker von Paul Polanskys vom November 2004 kam zu dem Ergebnis, dass die „Formen der ethnischen Säuberung […] mit und seit dem März 2004 wieder stark zugenommen“ hätten. Es werde „immer eindeutiger, dass sich extremistische Albaner bis zum Tag der Unabhängigkeit […] einen »ethnisch bereinigten« Kosovo wünschen.“ Mit Ausnahme einiger Serben, „die nach den Unrechtmäßigkeiten im März neue Hoffnung (in Form von UN-Unterstützung) geschöpft“ hätten, sehe „eigentlich keine der Minderheiten ihre Zukunft im Kosovo“. KFOR-Schutztruppen und UNMIK-Polizei seien „entweder unfähig oder nicht willens […], gegen die Gewalt der Kosovo-Albaner vorzugehen.“ Insbesondere für die „Demonstrationen und Ausschreitungen im März“ habe sich gezeigt, „dass die internationalen Institutionen hilflos überfordert mit der Lage im Kosovo sind. Sie versagten in vielen Fällen und kamen den Opfern nicht zu Hilfe, obwohl ihre Stützpunkte sich im selben Ort befanden. […]. Auch die Soldaten der deutschen Bundeswehr versagten in Prizren. Nicht einmal Tränengas durften sie gegen albanische Angreifer einsetzen.“
Vor allem im von deutschen KFOR-Truppen überwachten Bezirk Prizren wurden unschätzbare Kulturgüter, die teilweise bis auf das 14. Jahrhundert zurückgingen, unwiderruflich vernichtet. Sechs der 19 verwüsteten kulturellen Monumenten werden in die „Erste Kategorie“ der Schutzwürdigkeit eingestuft, also Objekte von herausragender Bedeutung: die Crkva Svetog Spasa (Church of St. Savior) in Prizren, die Bogorodica Ljeviška in Prizren, die Crkva Sv. Nikole „Tutićeva“ (Church of St. Nicholas „Tutić Church“) in Prizren, die Tvrđava Kaljaja (Festung von Kaljaja) in Prizren, das Erzengelkloster in Prizren und das Manastir Devič (Kloster von Devič) in der Gemeinde Srbica. Es handelt sich bei ihnen um Kirchen aus dem 14., 15. und 16. Jahrhundert. Zusätzlich zu den 19 Objekten der Kategorie 1 bis 3 wurden 16 weitere religiöse Objekte ohne Wert als Kulturerbe verwüstet, also zusammen 35 Kulturgüter und Kirchen.
Die März-Ausschreitungen zogen einen schweren „Imageschaden für die albanische Führung und die gesamte albanische Volksgruppe im Kosovo“ nach sich. Die um internationale Unterstützung der Unabhängigkeitspolitik bemühte politische Führung der Kosovo-Albaner, die sich „über viele Jahre hinweg […] der Sympathie und Unterstützung des Westens gegenüber den Belgrader Machthabern sicher sein“ konnte, sah sich nun unvermittelt international dem Vorwurf der „ethnischen Säuberung“ ausgesetzt, auch wenn einige Funktionäre der NATO und UN die Gewalttaten nicht als „ethnische Säuberungen“ erachteten.

### Zweite Parlamentswahlen 2004
Die zweiten Parlamentswahlen im Kosovo konnte am 23. Oktober 2004 wiederum die LDK unter Präsident Rugova gewinnen. Sie kam bei einer Wahlbeteiligung von nur 53 % auf einen Stimmenanteil von über 45 %. Sämtliche ins Parlament eingezogenen albanischen Parteien sprachen sich für die baldige Unabhängigkeit des Kosovo aus. Die Mehrheit der Serben boykottierte die Wahlen.
Im Dezember 2004 wählte das Parlament den ehemaligen UÇK-Führer Ramush Haradinaj von der Allianz für die Zukunft Kosovos (albanisch Aleanca për Ardhmërinë e Kosovës, kurz auch AAK) zum Ministerpräsidenten. Im März 2005 musste er zurücktreten, da der Internationale Strafgerichtshof für das ehemalige Jugoslawien (ICTY) gegen ihn Anklage erhob. Haradinaj soll vor und während des Kosovo-Krieges schwere Verbrechen überwiegend an serbischen, aber auch an albanischen Zivilisten verübt haben. Er wurde 2008 freigesprochen, da die benannten Zeugen alle bis auf einen durch äußere Einwirkung ums Leben kamen und der einzige überlebende Zeuge seine Aussage zurückgezogen hatte. Zu seinem Nachfolger wurde Bajram Kosumi (ebenfalls AAK) gewählt. Dessen Koalitionsregierung gehörten außer zwei neuen Ministern alle aus dem alten Haradinaj-Kabinett an.
Mit dem Tod des kosovo-albanischen Präsidenten Ibrahim Rugova am 21. Januar 2006, kurz vor dem Beginn der Verhandlungen über den künftigen völkerrechtlichen Status des Kosovo, starb der einzige weltweit bekannte und anerkannte Politiker des Kosovo.
Zum neuen Präsidenten wurde am 10. Februar 2006 der als moderat geltende Politiker Fatmir Sejdiu, ein langjähriger Vertrauter des verstorbenen Amtsvorgängers gewählt von der LDK. Sejdiu war Jura-Professor an der Universität von Priština. Er leitete seit Anfang der 1990er Jahre die Partei Rugovas LDK.
Am 1. März 2006 erklärte Ministerpräsident Bajram Kosumi seinen Rücktritt. Kosumis Rücktritt wird von örtlichen Beobachtern damit erklärt, dass er in seiner Partei AAK unter Druck geriet. An seiner Stelle wurde am 10. März der frühere Chef des Kosovo-Schutzkorps (TMK) Agim Çeku zum Ministerpräsidenten gewählt. Das TMK wurde als Auffangorganisation für die UÇK geschaffen. Çeku war seit 1999 Generalstabschef der sogenannten Befreiungsarmee UÇK. Die AAK gilt als eine der Parteigründungen ehemaliger UÇK-Aktivisten.

### Situation der Minderheiten nach März 2004
Nach dem Bericht der Gesellschaft für bedrohte Völker von November 2004 blieben „die so genannten »drive-by-shootings«, bei denen aus dem Auto auf Serben, Roma oder andere Minderheiten geschossen“ werde, unbestraft. Bei minderen Vergehen käme es meist zu keiner Anzeige, „da die Opfer Angst vor Vergeltungsschlägen“ hätten. Die „beinahe vollkommene Straffreiheit bei Straftaten gegen die Minderheiten“ habe die Opfer so verschüchtert, dass sie keinerlei „Vertrauen in die internationalen Schutzeinrichtungen“ besäßen. „Seit dem Beginn der Vorbereitungen für die Unabhängigkeit des Kosovo“ sei „der Druck auf die Roma, Aschkali und »Ägypter«“, das Land zu verlassen, angestiegen. Die Kosovo-Polizei (KPS) sei nur „offiziell eine multiethnische Polizeimacht“, bestehe tatsächlich jedoch überwiegend aus Albanern und schikaniere Angehörige der Minderheiten, deren Zuordnung zu einer ethnischen Gruppe ihr seit der Ausgabe der „ID-Cards“ durch die UNMIK-Administration erleichtert wurde. Serben und Roma würden Fahrzeug sowie Papiere meist konfisziert, bis das Opfer sich an ein Gericht wendet, um beides zurückzuerhalten. Der Kosovo-Polizei werde von den Minderheiten auch vorgeworfen, zumindest teilweise aktiv am Brandschatzen und an weiteren Gewalttaten im März 2004 teilgenommen zu haben. Nicht selten seien auch Berichte der Roma-Mädchen, „die von albanischer Polizei aufgegriffen werden und über Nacht oder sogar über mehrere Tage, in einer Gefängniszelle missbraucht und misshandelt werden.“
Die italienische TV-Dokumentation La Guerra Infinita von Riccardo Iacona aus dem Jahr 2008 zeichnet in ihrem ersten Teil Kosovo Nove Anni Dopo („Kosovo – neun Jahre danach“) ein düsteres Bild der Situation, in der Serben und andere Minderheiten neun Jahre nach dem Ende des Krieges im Kosovo leben. Tausende serbischer Familien sollen nach der Vertreibung aus ihren Häusern in der serbischen Exklave Gračanica Zuflucht gefunden haben, der einzigen serbischen Siedlung in der Nähe von Priština. Die serbischen Wohnhäuser in mehreren Orten seien völlig zerstört worden, so dass bis auf einzelne Ausnahmen die meisten Serben diese Orte verlassen hätten wie in Obilić oder in Belo Polje, wo von 1800 Serben vor Ankunft der italienischen Kräfte nur 27 unter italienischem Schutz und ohne Schule, Gesundheitseinrichtung oder öffentliches Telefon geblieben sein. In Prizren, der zweitgrößten Stadt des Kosovo sei ein ganzes Stadtviertel in Brand gesteckt worden, um die 4000 in der Stadt lebenden Serben zu vertreiben. In Priština aber, wo ein von Serben bewohntes Stadtviertel von 500 Kosovo-Albanern angegriffen worden sei, seien von 40.000 Serben nur 40 geblieben.
Insgesamt wurden seit der Übernahme der Kontrolle über den Kosovo durch die NATO etwa 110 Kirchen und Sakralstätten zerstört. Dem intensiven Schutz einiger Objekte im Zuständigkeitsbereich italienischer Soldaten wird zugeschrieben, dass sie trotz mehrfacher Attacken weitgehend unversehrt geblieben sind, wie das Kloster Visoki Dečani, das wegen der schwierigen gegenwärtigen Sicherheitslage im Kosovo auf der von der UNESCO geführten Roten Liste des gefährdeten Welterbes steht und seit der Ankunft der KFOR im Kosovo viermal Ziel von Mörserattacken geworden war (sechs Granaten im Februar 2000, neun im Juni 2000, sieben am 17. März 2004 und eine weitere am 30. März 2007).

### Statusverhandlungen

#### Der Bericht von Kai Eide
Britische und US-Diplomaten machten deutlich, dass die Statusverhandlungen zur Unabhängigkeit des Kosovo führen sollten. Selbst Albert Rohan gestand in einem Interview ein, dass die Staatengemeinschaft eine Tendenz in Richtung eines souveränen Kosovos erkennen lässt. Nach Anton Bebler wirkte sich die Schaffung neuer Staatsgrenzen in Mittel- und Osteuropa auf die allgemeine Sicherheitslage in Europa positiv aus. Selbiges könnte man auch im Kosovo erwarten, sobald die Beziehungen zu Serbien sich normalisieren würden. Bei einem Besuch der deutschen KFOR-Soldaten im Feldlager Prizren am 15. Juli 2005 erteilte die CDU-Parteivorsitzende Angela Merkel dagegen einer Loslösung des Kosovo von Serbien eine klare Absage: Bei den Statusverhandlungen müssten in jedem Fall die Interessen Belgrads Berücksichtigung finden.
Bis Oktober 2005 verfolgte die UNMIK eine Politik des „standards before status“. Dadurch sollten bestimmte Mindestanforderungen in Politik, Verwaltung und insbesondere bei der Behandlung ethnischer Fragen gesichert werden, bevor eine Entscheidung über den künftigen Status des Kosovo fällt.
Ende September 2005 stellte der norwegische Diplomat Kai Eide im Auftrag von UN-Generalsekretär Kofi Annan einen Bericht über die Entwicklung des Protektorats fertig. Ausschlaggebendes Kriterium für die besonders von der albanischen Mehrheit geforderten Verhandlungen über den künftigen Status der Provinz sind die seitens UNMIK und der provisorischen Selbstverwaltungsorgane definierten und vom UN-Sicherheitsrat Ende 2003 verabschiedeten Standards zu Menschenrechten, Sicherheit, Gesetz und Demokratie im Kosovo.
Trotz erheblicher Mängel empfahl Kai Eide in seinem Bericht „den nächsten Schritt in der politischen Entwicklung des Kosovo zu nehmen“. Am 24. Oktober 2005 beschloss der UN-Sicherheitsrat, dass Verhandlungen über die Statusfrage des Kosovo aufgenommen werden können.

#### Die Kosovo-Troika
Am 20. Februar 2006 begannen unter Vermittlung der sogenannten Kosovo-Troika aus EU, Russland und den Vereinigten Staaten von Amerika die Status-Verhandlungen in Wien. Verhandlungsführer war von Seiten der Kosovo-Albaner der Präsident des Kosovo, Fatmir Sejdiu. Zweiter Verhandlungsführer der albanischen Bevölkerung war Hashim Thaçi, Oppositionsführer und ehemaliger UÇK-Führer. Der ehemalige finnische Staatspräsident Martti Ahtisaari leitete die Verhandlungen. Während die Kosovo-Albaner die volle staatliche Unabhängigkeit der Provinz forderten, lehnte Belgrad dies ab und wollte lediglich eine weitreichende Autonomie zugestehen.
Bei den Gesprächen über die Dezentralisierung und Gründung neuer Gemeinden, in denen die nicht albanische Bevölkerung einen Autonomiestatus erhalten soll, gab es keine Einigungen. Belgrad wollte 17 neue Gemeinden mit serbischer Mehrheit bilden, die Albaner wollten maximal fünf anerkennen. Außerdem schlugen die Kosovo-Albaner die Bildung einer ethnisch neutralen Kommunalregierung vor. Die Serben verlangten dagegen, dass sie ihre Gemeinden selbstständig verwalten und besondere Beziehungen zu Belgrad unterhalten dürfen. Außerdem forderten sie Sicherheitsgarantien, Bewegungsfreiheit und ein Rückkehrrecht für serbische Flüchtlinge. Weiterer Streitpunkt blieb die Zukunft der geteilten Stadt Kosovska Mitrovica. Die Serben wollten die Teilung besiegeln, die Albaner lehnten dies ab.
Der serbische Regierungschef Vojislav Koštunica betonte, dass Serbien nie auf den Kosovo verzichten werde; in einem Interview sagte er:

„Nicht mal wegen eines schnelleren Weges in die Europäische Union würde Serbien dies tun. Keinem Staat sei der Verzicht auf einen Teil seines Staatsgebietes als Bedingung für eine EU-Mitgliedschaft gestellt worden. Dies könne auch mit Serbien nicht der Fall sein.“

Weiterhin bot er der abtrünnigen Provinz erneut eine weitgehende Autonomie an. Dies lehnt die albanische Seite ab und forderte die völlige Unabhängigkeit.

#### Der Ahtisaari-Plan
Am 2. Februar 2007 stellte Martti Ahtisaari in Pristina und Belgrad die Vorschläge vor. Nach diesen sollte dem Kosovo erlaubt werden, eigene nationale Symbole zu führen und auch eigenständiges Mitglied in internationalen Organisationen zu werden. Es sollte sich um eine international überwachte Unabhängigkeit handeln, wobei der Begriff Unabhängigkeit im Vorschlag nicht explizit verwendet wurde. Während es von Seiten der USA und der Mehrheit der EU-Länder Zustimmung zum Ahtisaari-Plan gab, äußerten einige Staaten Vorbehalte – darunter Russland, China, Spanien, Griechenland, Italien, die Slowakei, Zypern, Rumänien und Österreich. Im April 2007 äußerte der US-Außenstaatssekretär Nicholas Burns im Kongress-Ausschuss für auswärtige Angelegenheiten, dass die USA in jedem Fall die Unabhängigkeit des Kosovo anerkennen werden, auch wenn es nicht zu einer entsprechenden Resolution des UN-Sicherheitsrates kommen sollte.
Während von Seiten der Regierung des Kosovo Zustimmung zum Plan gab, gab es sowohl von serbischer als auch von kosovo-albanischer Seite Proteste mit jeweils entgegengesetzter Zielrichtung. So demonstrierten am 9. Februar Serben, die gegen wie auch immer geartete Unabhängigkeit des Kosovo waren, in Mitrovica gegen die Vorschläge von Martti Ahtisaari. Einen Tag später, am 10. Februar, versammelten sich rund 3000 Albaner in der Hauptstadt zu einer Demonstration, zu der die politische Organisation Vetëvendosje! („Selbstbestimmung!“, kurz auch VV) aufgerufen hatte. Diese verlief teilweise gewalttätig. Die Auseinandersetzungen mit der Polizei forderten zwei tote Demonstranten der VV und über 70 Verletzte. Der Vetëvendosje-Führer Albin Kurti wurde noch während der Proteste verhaftet. Zwei rumänische KFOR-Polizisten, die mit Hartgummi-Geschossen auf die Menge geschossen hatten, wurden nicht angeklagt. Als Reaktion auf diese Auseinandersetzungen gab der Innenminister Fatmir Rexhepi am 13. Februar seinen Rücktritt bekannt.
Bei den von den Serben boykottierten Parlamentswahlen vom 17. November 2007 wurde die Demokratische Partei des Kosovo (PDK) des Oppositionsführers Hashim Thaçi stärkste Partei. Eine Woche später begann die letzte Verhandlungsrunde zwischen Serben und Kosovo-Albanern in Baden. Diese endete am 28. November 2007 ohne eine Einigung, woraufhin Präsident Sejdiu eine Fortsetzung der Verhandlungen mit Serbien ausschloss und stattdessen eine sehr baldige Unabhängigkeitserklärung des Kosovo ankündigte.
Nach der Stichwahl der serbischen Präsidentschaftswahlen Anfang Februar 2008, bei der der Nationalist Nikolić Amtsinhaber Tadić unterlag, rückte ein Termin für die Unabhängigkeitserklärung des Kosovo immer näher.

## Kosovo seit der Unabhängigkeitserklärung

### Unabhängigkeitserklärung

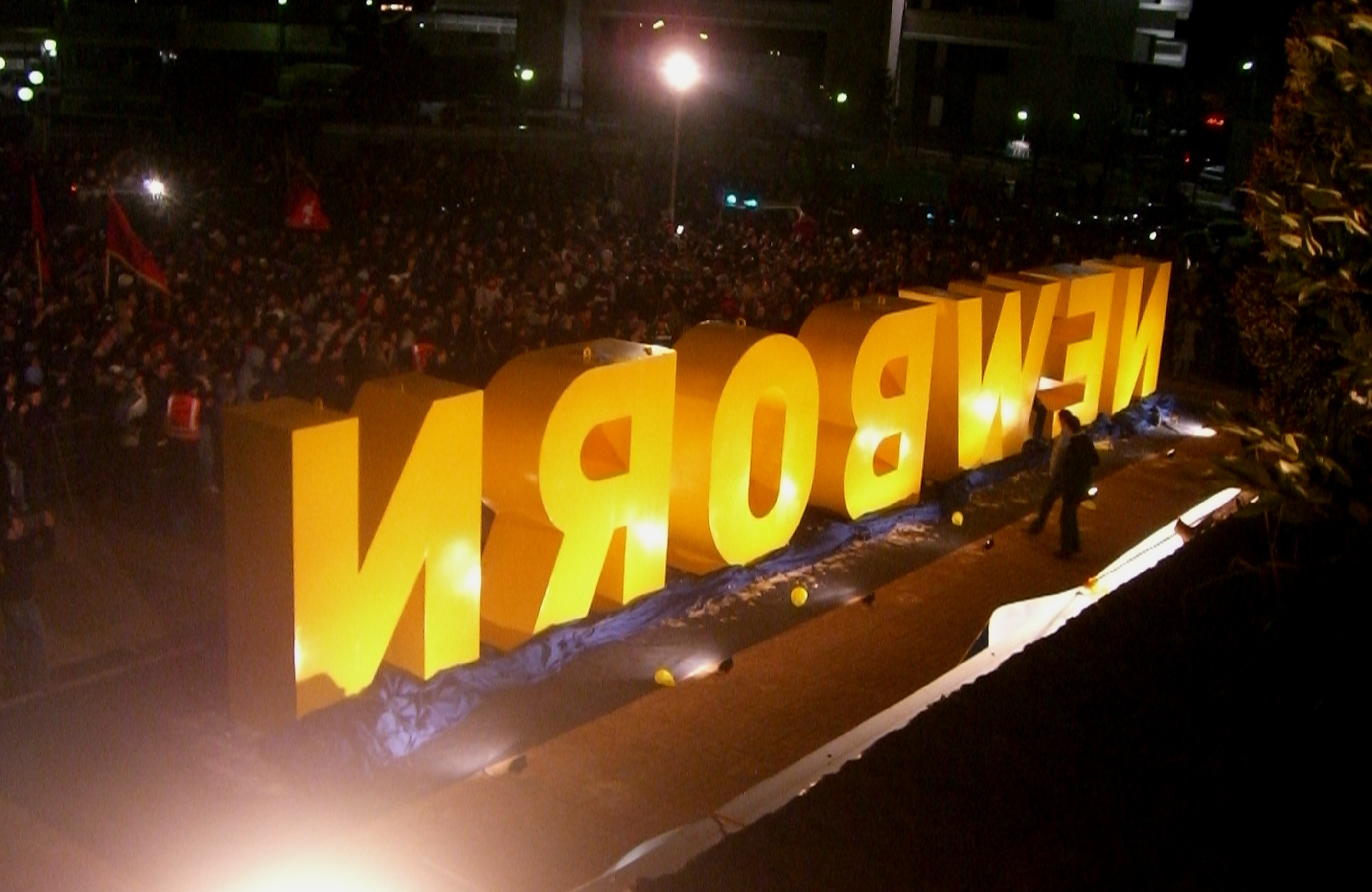
Enthüllung des Denkmals NEWBORN während der Feier zur Unabhängigkeitserklärung am 17. Februar 2008 in Pristina

Anerkennung der Republik Kosovo
erkennen die Republik Kosovo an
erkennen die Republik Kosovo nicht an
haben ihre Anerkennung zurückgezogen

Am 17. Februar 2008 beschloss das kosovarische Parlament die Ausrufung der Republik Kosovo als unabhängigen Staat. Zuvor hatte die Europäische Union den Beginn der EULEX-Mission gebilligt, bei der 1800 Polizisten und Juristen die Aufgaben der bisherigen UN-Verwaltung des Kosovo übernehmen sollen. Umgehend erklärte Serbien mit Verweis auf die gültige Resolution 1244 des UN-Sicherheitsrates, die Unabhängigkeit nicht zu akzeptieren. Mit dieser Resolution aus dem Jahr 1999 war die UN-Verwaltung des Gebiets festgelegt, gleichzeitig aber die Zugehörigkeit des Kosovo zur Bundesrepublik Jugoslawien bestätigt worden. Eine mögliche neue Resolution als Völkerrechtsgrundlage für die Unabhängigkeit scheiterte bisher an der Ankündigung eines Vetos durch Russland.
Einen Tag nach der Unabhängigkeitserklärung erkannten als erste Staaten Großbritannien, Frankreich, die USA, die Türkei, Albanien, Afghanistan und Costa Rica die Unabhängigkeit des Kosovo an. Deutschland folgte am 20., die Schweiz und Österreich am 27. Februar. Andere EU-Staaten wie Spanien und Rumänien, aber auch Großmächte wie Russland und China haben dagegen erklärt, die Unabhängigkeit Kosovos nicht anerkennen zu wollen. Eine wichtige Rolle spielt dabei für einige Staaten die Überlegung, dass die Anerkennung des Kosovo einen Präzedenzfall für weitere Sezessionsbestrebungen darstellen könnte. Die Internationale Anerkennung des Kosovo zeigt bisher weiterhin eine tiefe Spaltung der UN-Staaten in dieser Frage an.
Am 28. Juni 2008 wurde durch die am 11. Mai 2008 bei den Kommunalwahlen Serbiens gewählten politischen Vertreter der im Kosovo ansässigen serbischen Staatsbürger das Parlament der Gemeinschaft der Gemeinden der Autonomen Provinz Kosovo und Metochien gegründet.
Am 8. Oktober 2008 nahm die UN-Vollversammlung den serbischen Antrag an, die Rechtmäßigkeit der Unabhängigkeitserklärung des Kosovo durch den Internationalen Gerichtshof (IGH) prüfen zu lassen. Dieser gelangte am 22. Juli 2010 in einem rechtlich nicht bindenden Gutachten zum Schluss, die Unabhängigkeitserklärung verstoße nicht gegen das Völkerrecht, jedoch distanzierte er sich gleichzeitig davon über die Rechtmäßigkeit der Unabhängigkeit zu urteilen. Mit Stand Mai 2023 erkennen 119 von 193 UN-Mitgliedsstaaten die Souveränität der Republik Kosovo an.

### Integrationsbemühungen
Bis im Mai 2012 erkannten 90 der 193 Mitgliedstaaten der Vereinten Nationen die Republik Kosovo an. Bei den Bemühungen um weitere Anerkennungen spielt nicht nur die Regierung des Landes selbst, sondern auch diejenige des Nachbarn Albanien eine wichtige Rolle. Der Ministerpräsident Sali Berisha, das Staatsoberhaupt Bamir Topi, die Parlamentspräsidentin Jozefina Topalli und auch der Oppositionsführer Edi Rama lobbyieren international bei Staaten und Organisationen, um dem Kosovo zu mehr Anerkennung auf der Welt zu verhelfen.
Im Sommer 2011 entbrannte zwischen dem Kosovo und Serbien ein Zollkonflikt, der erst 2012 beigelegt werden konnte. Dabei stimmte Serbien zu, dass seine ehemalige Provinz künftig in internationalen Organisationen selbstständig auftreten kann, jedoch ohne die bei Serben umstrittenen Bezeichnung „Republik“. Ministerpräsident Hashim Thaçi bezeichnete diesen Schritt als „Anerkennung des Kosovo durch Serbien“.

### Situation der Minderheiten
Nach einer Stellungnahme von Amnesty International von Mai 2010 zu einem Hearing im Deutschen Bundestag ist Diskriminierung ein großes Problem im Kosovo, von dem auch ethnische Minderheiten betroffen seien. Für Roma wirke sie sich besonders stark aus. Zu den Problemen würde auch der faktische Ausschluss von den sozialen Sicherungssystemen, von Gesundheitswesen, Arbeitsmarkt (geschätzte 90–100 % Arbeitslosigkeit unter den Roma), Bildungseinrichtungen und geregelten Wohnverhältnissen gehören. Die Häuser der Roma seien in der Regel im Krieg zerstört oder seitdem von anderen bewohnt worden. Die Schutz bietenden Roma-Gemeinschaften würden seit der Vertreibung oft nicht mehr existieren. Obwohl die Zahl der inter-ethnischen Gewalttaten seit den vorangegangenen Jahren zurückgegangen sei, bestünde unter den ethnischen Minderheiten ein erhebliches Unsicherheitsgefühl fort. Sowohl die Vertreibungen und Entführungen von ethnischen Minderheiten durch Angehörige der albanischen UÇK 1999 als auch die inter-ethnische Gewaltwelle im März 2004, bei der mehr als 4000 Serben, Roma und Aschkali vertrieben wurden, seien weiterhin weitgehend straffrei geblieben. Viele Beobachter sollen vermuten, dass tätliche Übergriffe auf Roma weiterhin stattfinden, in den meisten Fällen jedoch nicht an die Öffentlichkeit gelangen würden. Am 16. Januar 2018 wurde Oliver Ivanović, ein Politiker der serbischen Minderheit im Kosovo, vor der Zentrale seiner Partei in Mitrovica von bisher Unbekannten erschossen.

### Überblickswerke
- Oliver Jens Schmitt: Kosovo. Kurze Geschichte einer zentralbalkanischen Landschaft. Böhlau-Verlag (UTB). Wien-Köln-Weimar 2008. ISBN 978-3-205-77836-3 (struktur- und sozialgeschichtlich orientierte Darstellung der Region vom früheren Mittelalter bis zur Unabhängigkeitserklärung).
- Bernhard Chiari, Agilolf Keßelring (Hrsg.): Wegweiser zur Geschichte Kosovo. 3. durchgesehene und erweiterte Auflage. Ferdinand Schöningh, Paderborn u. a. 2008.
- Noel Malcolm: Kosovo. A Short History. London 1998, ISBN 0-333-66612-7
- Wolfgang Petritsch, Robert Pichler, Karl Kaser: Kosovo/Kosova. Mythen, Daten, Fakten. Klagenfurt/Celovec 1999, ISBN 3-85129-304-5 (mit Darstellung der Verhandlungen in Rambouillet)
- Peter Bartl: Albanien. Vom Mittelalter bis zur Gegenwart. Regensburg 1995, ISBN 3-7917-1451-1
- Edgar Hösch: Geschichte der Balkanländer. Von der Frühzeit bis zur Gegenwart. 4. erw. Auflage. München 2002, ISBN 3-406-49019-0

### Urgeschichte
- Jahja Drançolli: Kosova: Archaeological Heritage, in: Encyclopedia of Global Archaeology (2014) 4308–4319 (427 der ca. 3200 bekannten archäologischen Stätten sind rechtlich geschützt)
- Milot Berisha: Archaeological Guide of Kosovo, Kosovo Archaeological Institute and Ministry of Culture, Youth and Sports, Prishtinë 2012. (academia.edu)
- Stadtmüller, Georg: Forschungen zur albanischen Frühgeschichte (= Albanische Forschungen, 2), 2. Auflage, Wiesbaden 1966.

### Jüngere Geschichte, Kosovo-Konflikt
- Jens Reuter/Konrad Clewing (Hrsg.): Der Kosovo Konflikt – Ursachen, Verlauf, Perspektiven. Bayerische Landeszentrale für politische Bildungsarbeit. Klagenfurt 2000, ISBN 3-85129-329-0
- Jens Reuter: Die Albaner in Jugoslawien. Oldenbourg, München 1982, ISBN 3-486-51281-1
- Tim Judah: Kosovo. War and Revenge. New Heaven / London 2000, ISBN 0-300-08313-0
- Miranda Vickers: Between Serb and Albanian. A History of Kosovo. London 1998, ISBN 1-85065-278-3
- John Julius Norwich: Byzanz. Band 1 bis 3. Bechtermünz-Verlag 2000, ISBN 3-8289-0374-6
- Dusan T. Batakovic: The Kosovo Chronicles. Plato, Belgrad 1992. ISBN 86-447-0006-5
- Alex N. Dragnich, Slavko Todorovich: The Saga of Kosovo. Columbia University Press, New York 1984. ISBN 0-88033-062-7
- Howard Clark: Civil Resistance in Kosovo. Pluto Press 2000, ISBN 0-7453-1569-0 Publikation des Albert-Einstein-Instituts über den zivilen Widerstand im Kosovo in den 90er Jahren, soll auch auf Deutsch erhältlich sein
- Rafael Biermann: Lehrjahre im Kosovo. Das Scheitern der internationalen Prävention vor Kriegsausbruch. (Mit ausführlicher Darstellung der Konfliktgeschichte). Paderborn 2006. ISBN 3-506-71356-6
- Helmut Kramer, Vedran Džihić: Die Kosovo-Bilanz. Scheitert die internationale Staatengemeinschaft? LIT, Wien 2006 (2. aktualisierte Auflage). ISBN 3-8258-8646-8

### Ältere Werke
- Dimitrij Tucović: Srbija i Arbanija. Jedan prilog kritiće zavojevacke politike srpske burzoazije. Beograd 1914. (dt.: Serbien und Albanien. Ein kritischer Beitrag zur Unterdrückungspolitik der serbischen Bourgeoisie. Wien 1999 ISBN 3-901831-11-8). Eine etwas holprige Übersetzung im Netz findet man hier.
- Gjon Bisaku, Shtjefën Kurti u. Luigj Gashi: La Situation de la minorité albanaise en Yougoslavie. (Albanisches Memorandum an den Völkerbund, Genf 1930) engl. Übersetzung, Webarchiv (Memento vom 20. Juni 2006 im Internet Archive).